# Paranapiacaba
Paranapiacaba é um distrito do município brasileiro de Santo André, que integra a Região Metropolitana de São Paulo e a Região do Grande ABC,no estado de São Paulo. Surgiu como centro de controle operacional e residência para os funcionários da companhia inglesa de trens São Paulo Railway, companhia que operava as estradas de ferro que realizavam o transporte de cargas e pessoas do interior paulista para o porto de Santos e vice-versa.
Devido à sua riqueza e importância histórica e arquitetônica para o Brasil, é um patrimônio arquitetônico, natural, cultural e industrial, sendo considerado um "museu a céu aberto", e um conhecido destino turístico, principalmente nas atividades de ecoturismo e turismo histórico-cultural, fazendo parte do Expresso Turístico. No início dos anos 2000, Paranapiacaba foi destaque internacional ao ter sido incluído no World Monuments Watch (WMW) de 2000 e 2002, que lista os 100 monumentos mais importantes do mundo pelo World Monuments Fund, e integra a Reserva da Biosfera da Mata Atlântica, reconhecida pela UNESCO como de relevante valor para humanidade.

## História

### Toponímia
"Paranapiacaba" originou-se do termo tupi paranapiacaba, que significa "lugar de onde se vê o mar", através da junção de paranã (mar), epîak (ver) e aba (lugar). . Esta primeira tradução deve ser creditada a Frei Gaspar da Madre de Deus.
Já para o tupinólogo João Mendes de Almeida, o termo faz referência a um antigo caminho indígena que levava ao porto do mar, no caso, o Piaçaguera (Porto Velho). Assim, o termo, segundo Almeida, significa "caminho do porto do mar", através da junção de pé.rá-ñáî.piâ.quâb.a, donde pé.rá (mar) + ñáî (porto) + piâ (caminho) + quâb (passar) + a (infinitivo).
O nome primitivo do atual distrito de Paranapiacaba é Capetevar (Caá.apité.á), que significa "o monte mais alto" (da serra), o que condiz com o seu nome Alto da Serra, empregado pela companhia inglesa São Paulo Railway. Paranapiacaba foi empregado posteriormente para denominar o distrito pertencente ao município de Santo André.

### Paranapiacaba - a SPR e o Café

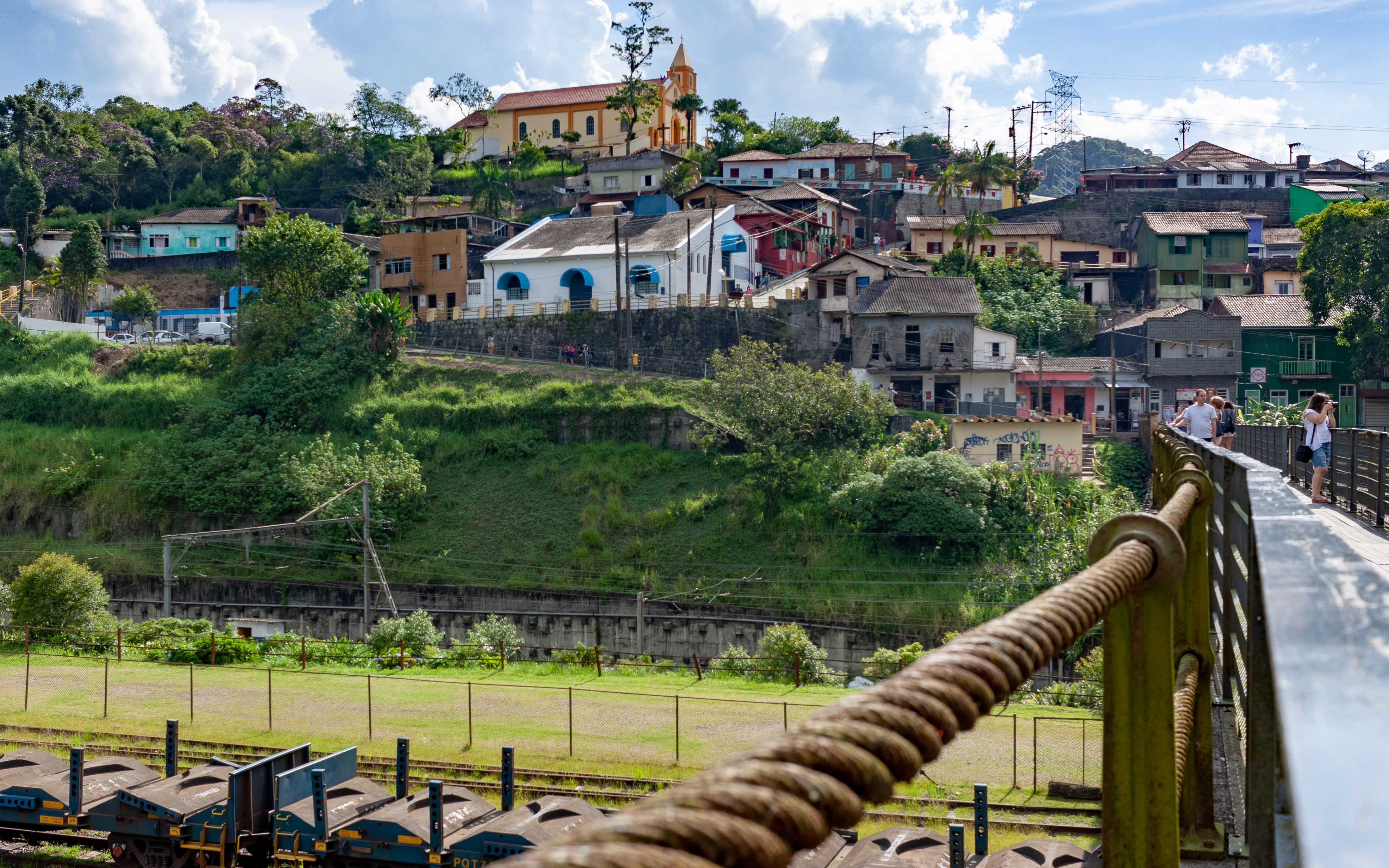
Vista panorâmica parte alta

Por concessão, um grupo inglês explorou o sistema ferroviário na Serra do Mar. E o primeiro sistema implementado foi o sistema funicular: com cabos e máquinas fixas. A primeira linha, com onze quilômetros de extensão, foi inaugurada em 1867 pelo grupo São Paulo Railway. Ela começou a ser construída em 1862 e teve como um dos maiores acionistas e idealizadores o lendário Barão de Mauá.  Em 1859, ele chamou o engenheiro ferroviário britânico James Brunlees, que veio ao Brasil e deu viabilidade ao projeto. A execução de tal projeto foi de responsabilidade de outro engenheiro inglês, Daniel Makinson Fox.
Um ponto curioso é que pela instabilidade do terreno, a construção da estrada de ferro foi quase artesanal. Não se utilizou explosivos por medo de desmoronamento. As rochas foram cortadas com talhadeiras e pequenas ferramentas manuais. Paredões de até 3 metros e 20 centímetros de altura foram construídos ao logo do traçado da estrada de ferro. A segunda linha começou a funcionar em 1900.
O sistema ferroviário da Serra do Mar era composto por diversos túneis, que eram alvos de lendas e histórias assombradas disseminadas pelos próprios ferroviários. Algumas dessas lendas tiveram origem no fato de muitos operários terem morrido na construção desses túneis.
Antes mesmo do Locobreque, na Serra do Mar, uma primitiva máquina de madeira, também tracionada por cabos fazia o transporte entre os cinco patamares - era a Serrabreque. Durante a operação da Serrabreque, Barão de Mauá era um dos administradores.
Os cabos do locobreque levavam desenvolvimento e riqueza para a região do ABC Paulista e de Santos. Tanto é que a companhia inglesa criou em 1896 uma vila essencialmente de ferroviários, com construções de madeira no estilo inglês. Posteriormente, na vila de Paranapiacaba, os ingleses, no alto de uma subida, construíram uma mansão, que servia de centro de controle operacional. Apelidada pelos ferroviários de "Castelinho", a posição do local proporcionava uma privilegiada visão do sistema e de toda a estrutura da vila de Paranapiacaba.
Em 1907, a Vila foi chamada de Paranapiacapa, mas até 1945 a estação continuou a ser chamada de Alto da Serra. A Vila possuía todos os recursos da época para os maquinistas, fiscais e “foguistas” – responsáveis pela alimentação da fornalha da máquina fixa e da máquina dos trens.
Além de um mercado, de um posto de saúde, de um vagão-ambulância e até um vagão funerário, onde o velório era feito dentro da composição entre Santos e Paranapiacaba, os funcionários possuíam um centro de recreação, o União Lira Serrano, e um Campo de Futebol. No União Lira Serrano eram exibidos filmes, shows musicais e realizados bailes temáticos.
Além de dar mais força ao sistema, os cabos e as máquinas fixas economizavam energia para a operação dos trens. No entanto, vários acidentes eram registrados, principalmente pelo rompimento dos cabos. Havia uma espécie de freio, a tenaz, que agarrava os cabos para evitar a saída dos trens dos trilhos. Nem sempre o sistema, no entanto, funcionava de maneira satisfatória. Em 1956, um grande acidente foi evitado pelo maquinista na época, Romão Justo Filho, nascido em Paranapiacaba no mês de março de 1911, filho de maquinista também. Se a composição descarrilasse, cerca de 150 pessoas poderiam perder a vida. Através da utilização correta do sistema da tenaz, Romão foi “agarrando” aos poucos o cabo até que o trem parasse.
A concessão da linha da Serra do Mar não trouxe apenas glórias e desenvolvimento. Fatos até hoje não explicados satisfatoriamente marcaram a história dos trilhos por onde circularam os Locobreques. Exemplos são os incêndios da Estação da Luz, dois dias antes da primeira etapa da concessão dos ingleses terminar, em 1946, e na velha estação de Paranapiacaba, em 1981. Antes mesmo do incêndio, a estação já havia sido desativada em 1977 e substituída pelo prédio atual. O relógio estilo inglês foi poupado no incêndio e deslocado para uma torre mais alta que a anterior. Nos dois incêndios, tanto na Estação da Luz quanto em Paranapiacaba, as suspeitas principais são de motivação criminosa.

### Formação administrativa
- Distrito policial de Alto da Serra criado em 04/10/1897 no município de São Bernardo.[9]
- Distrito criado pela Lei nº 1.098 de 05/11/1907 com o nome de Paranapiacaba, no município de São Bernardo.[10][11]
- Pelo Decreto n° 9.775 de 30/11/1938 foi transferido para o município de Santo André.[12]

### Pedido de emancipação
O distrito tentou a emancipação político-administrativa e ser elevado à município, através de processo que deu entrada na Assembléia Legislativa do Estado de São Paulo no ano de 1963, mas como não atendia os requisitos necessários exigidos por lei para tal finalidade, o processo foi arquivado.

## Geografia

### Demografia

#### População urbana
| Crescimento população urbana | Crescimento população urbana | Crescimento população urbana | Crescimento população urbana |
| Censo                        | Pop.                         |                              | %±                           |
| ---------------------------- | ---------------------------- | ---------------------------- | ---------------------------- |
| 1934                         | 1 754                        |                              |                              |
| 1940                         | 2 279                        |                              | 29,9%                        |
| 1950                         | 1 256                        |                              | −44,9%                       |
| 1960                         | 1 509                        |                              | 20,1%                        |
| 1970                         | 1 994                        |                              | 32,1%                        |
| 1980                         | 3 516                        |                              | 76,3%                        |
| 1991                         | 3 883                        |                              | 10,4%                        |
| 2000                         | 3 407                        |                              | −12,3%                       |
| 2010                         | 3 096                        |                              | −9,1%                        |
| Fonte: IBGE e Fundação SEADE |                              |                              |                              |

#### População total
Pelo Censo 2022 (IBGE) a população total do distrito era de 2 458 habitantes.

### Área territorial
A área territorial do distrito é de 84,464 km² (IBGE 2022).

### Rodovias
O principal acesso ao distrito é a Rodovia Deputado Antonio Adib Chammas (SP-122).

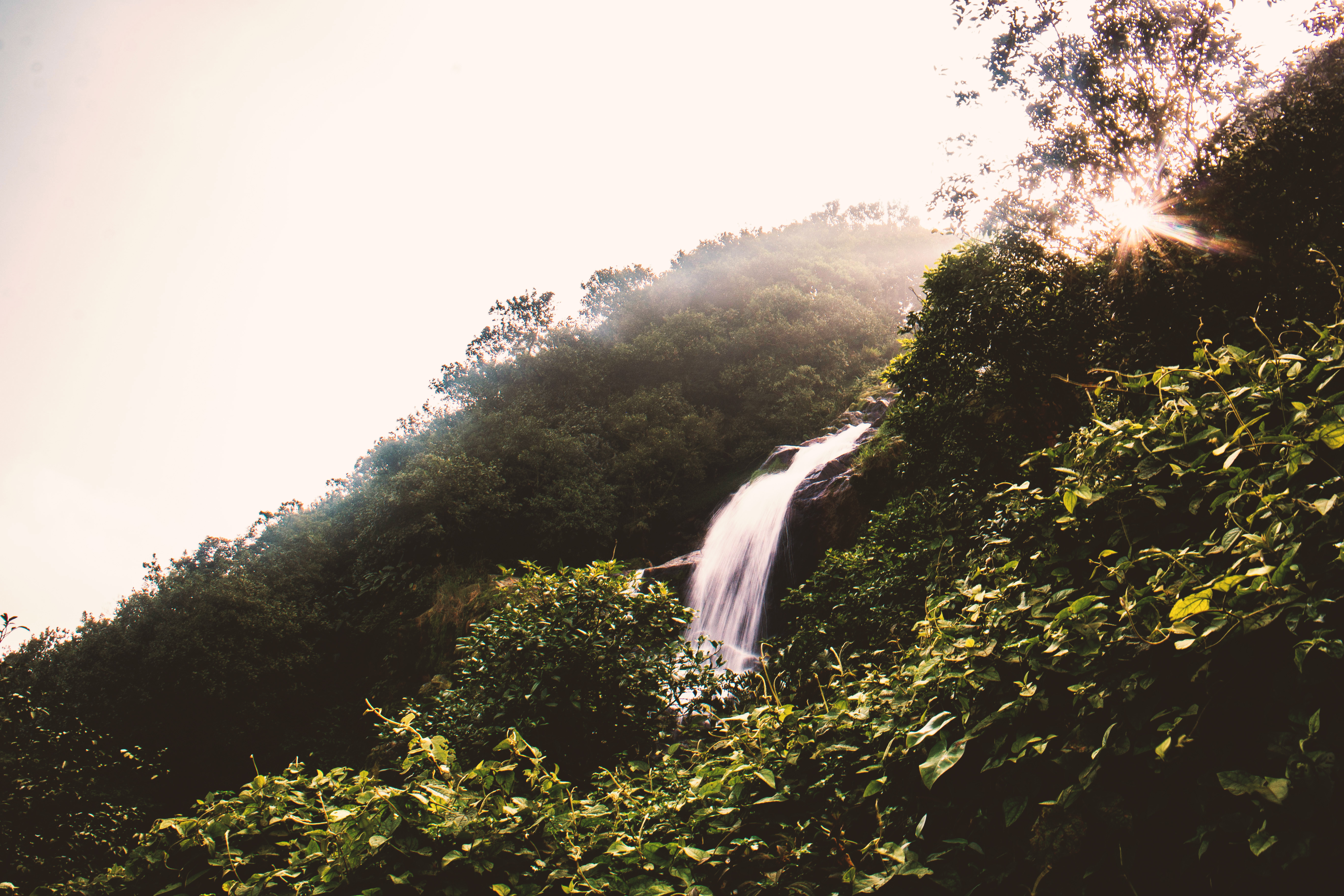
Cachoeira da Fumaça

### Clima
Ao contrário de toda a Região Metropolitana de São Paulo que possui um clima seco no inverno, Paranapiacaba possui um clima úmido e ameno a frio nesta estação abdicando assim a letra "w" na classificação do clima de Köppen para a letra "f" que significa precipitações constantes ao longo do ano sem interrupção de chuvas, sendo mais seco que o verão, porém tão úmido quanto Curitiba no período de inverno.
O mês mais quente, fevereiro, possui a média mensal de 20 °C e o mês mais frio, julho, possui uma temperatura média de 13 °C. A umidade de Paranapiacaba é oriunda da vegetação da Serra do Mar e do Oceano Atlântico visto que este distrito está cercado de vegetação e o mesmo jaz sobre a encosta da Serra a 796m acima do nível do mar, e o Oceano Atlântico está a poucos quilômetros do mesmo, e que sopra nuvens carregadas de chuva e muita umidade para o núcleo central do distrito.
A precipitação no distrito é uma das mais altas da região metropolitana de São Paulo com quase 3 000 mm anuais, um pouco mais que o dobro da média anual da zona urbana de Santo André (1 475 mm/ano).
| Dados climatológicos para Paranapiacaba | Dados climatológicos para Paranapiacaba | Dados climatológicos para Paranapiacaba | Dados climatológicos para Paranapiacaba | Dados climatológicos para Paranapiacaba | Dados climatológicos para Paranapiacaba | Dados climatológicos para Paranapiacaba | Dados climatológicos para Paranapiacaba | Dados climatológicos para Paranapiacaba | Dados climatológicos para Paranapiacaba | Dados climatológicos para Paranapiacaba | Dados climatológicos para Paranapiacaba | Dados climatológicos para Paranapiacaba | Dados climatológicos para Paranapiacaba |
| Mês                                     | Jan                                     | Fev                                     | Mar                                     | Abr                                     | Mai                                     | Jun                                     | Jul                                     | Ago                                     | Set                                     | Out                                     | Nov                                     | Dez                                     | Ano                                     |
| --------------------------------------- | --------------------------------------- | --------------------------------------- | --------------------------------------- | --------------------------------------- | --------------------------------------- | --------------------------------------- | --------------------------------------- | --------------------------------------- | --------------------------------------- | --------------------------------------- | --------------------------------------- | --------------------------------------- | --------------------------------------- |
| Temperatura máxima média (°C)           | 23,9                                    | 23,9                                    | 23,4                                    | 21,7                                    | 19,9                                    | 18,7                                    | 18,1                                    | 18,7                                    | 19,5                                    | 20,3                                    | 21,4                                    | 22,8                                    | 21                                      |
| Temperatura média (°C)                  | 19,7                                    | 19,7                                    | 19,2                                    | 17,2                                    | 15,2                                    | 13,7                                    | 13,1                                    | 14,7                                    | 14,8                                    | 15,9                                    | 17,1                                    | 18,6                                    | 16,5                                    |
| Temperatura mínima média (°C)           | 15,6                                    | 15,6                                    | 15                                      | 12,8                                    | 10,5                                    | 8,7                                     | 8,1                                     | 8,8                                     | 10,1                                    | 11,6                                    | 12,9                                    | 14,4                                    | 12                                      |
| Precipitação (mm)                       | 361                                     | 338                                     | 335                                     | 232                                     | 164                                     | 125                                     | 128                                     | 145                                     | 201                                     | 300                                     | 278                                     | 361                                     | 2 968                                   |
| Fonte: Climate-Data.org                 |                                         |                                         |                                         |                                         |                                         |                                         |                                         |                                         |                                         |                                         |                                         |                                         |                                         |

## Serviços públicos

### Registro civil
Atualmente é feito no próprio distrito, pois o Cartório de Registro Civil das Pessoas Naturais ainda continua ativo.

### Saneamento
O serviço de abastecimento de água é feito pela Companhia de Saneamento Básico do Estado de São Paulo (SABESP).

### Energia
A responsável pelo abastecimento de energia elétrica é a Enel Distribuição São Paulo, antiga Eletropaulo.

### Telecomunicações
O distrito foi atendido pela Companhia Telefônica da Borda do Campo (CTBC) até 1998, quando esta empresa foi vendida juntamente com a Telecomunicações de São Paulo (TELESP) para a Telefônica, que em 2012 adotou a marca Vivo para suas operações.

## Ferrovia

### Pátio ferroviário, estações e relógio

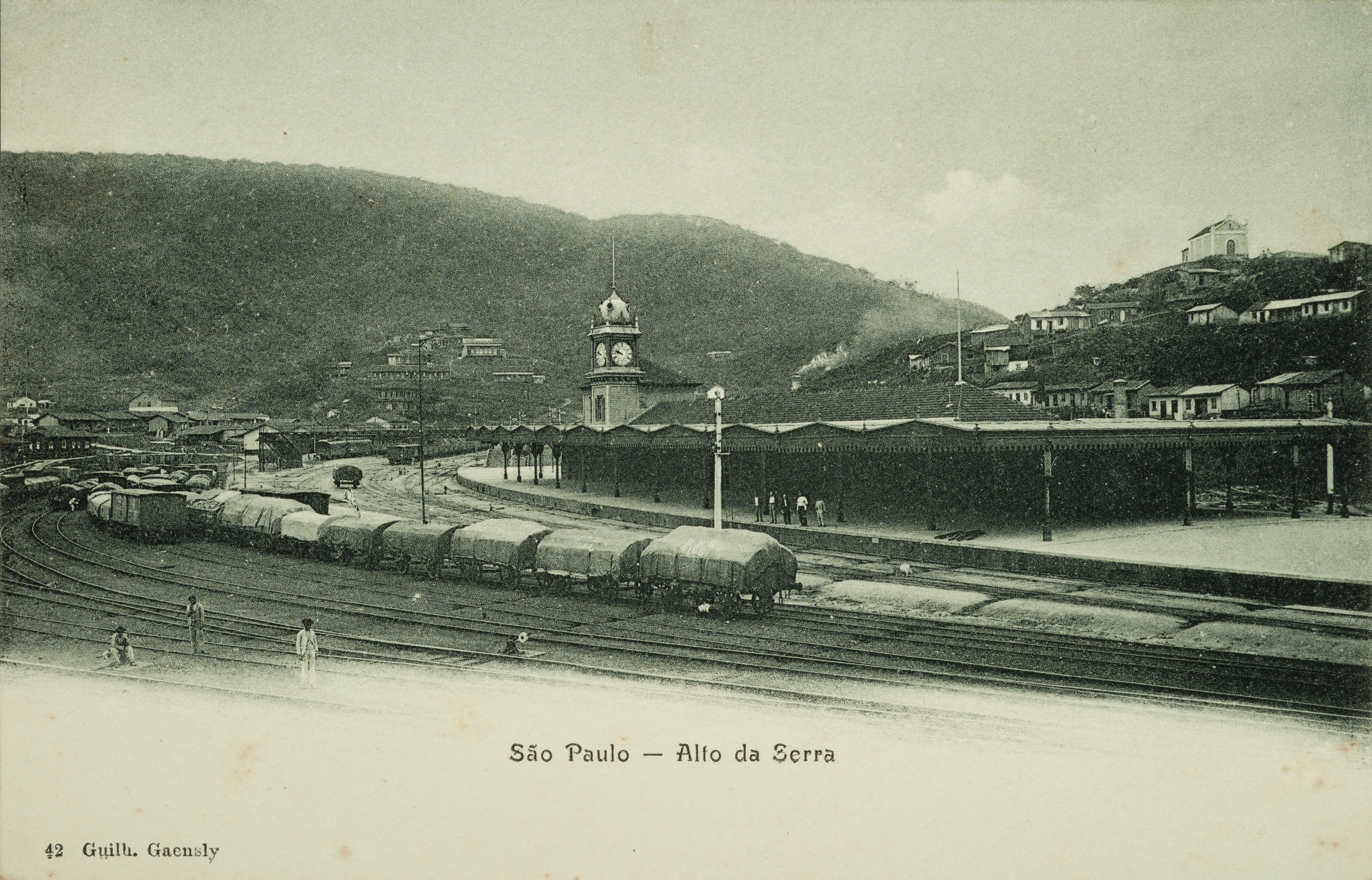
Alto da Serra - Guilherme Gaensly, Acervo do Museu Paulista da USP

A São Paulo Railway inaugurou sua linha férrea em 16 de fevereiro de 1867. Servia como transporte de passageiros e meio de escoamento da produção de café da província paulista para o porto de Santos. Em 1874, foi inaugurada a Estação do Alto da Serra, que, mais tarde, seria denominada Paranapiacaba. A estação estava localizada na então freguesia de São Bernardo.

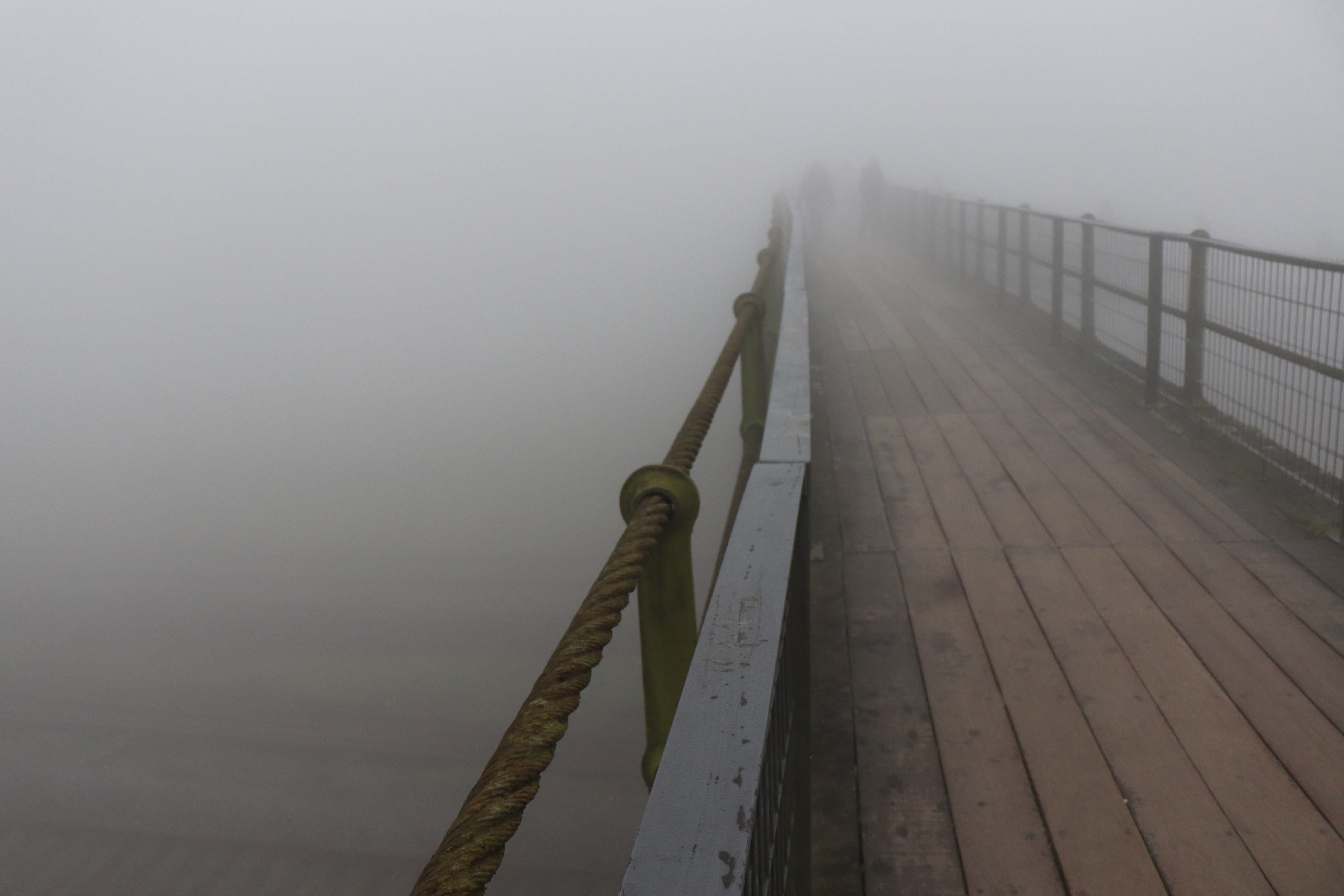
Neblina sobre a passarela metálica de Paranapiacaba

No ano de 1898, foi erguida uma nova estação com madeira, ferro e telhas francesas trazidos da Inglaterra. Esta estação tinha, como característica principal, o grande relógio fabricado pela James William Benson, de Londres, que se destacava no meio da neblina muito comum naquela região.

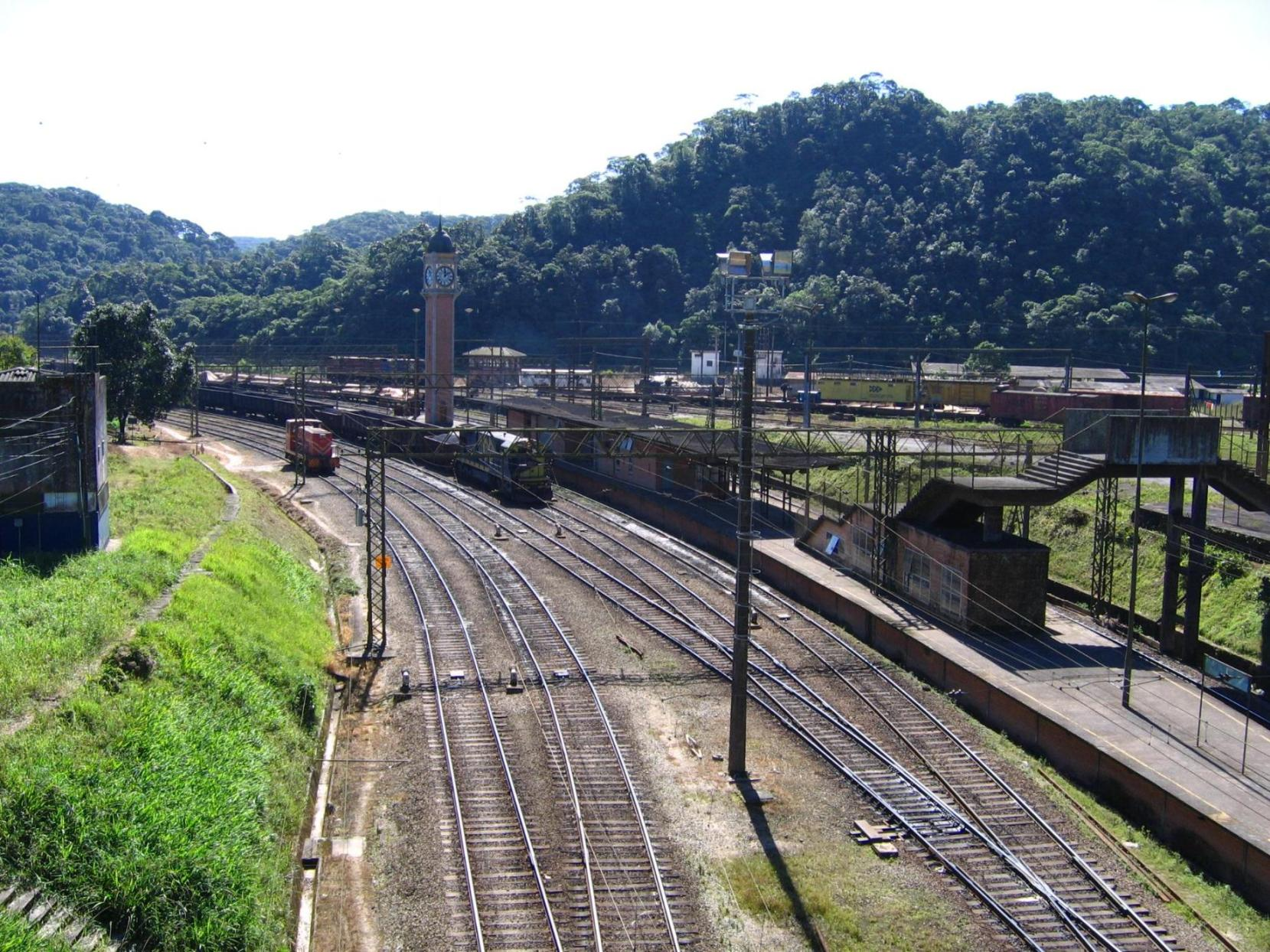
Pátio ferroviário de Paranapiacaba

Com o aumento do volume e peso da carga transportada, foi iniciada em 1896 a duplicação da linha férrea, paralela à primeira, a fim de atender à crescente demanda. Essa nova linha, também denominada de Serra Nova, era formada por 5 planos inclinados e 5 patamares, criando um novo sistema funicular. Os assim chamados novos planos inclinados atravessavam 11 túneis em plena rocha, enfrentando o desnível de 796 metros que se iniciava no sopé da serra, em Piaçagüera, no município de Cubatão. O traçado da ferrovia foi retificado e suavizado e ampliaram-se os edifícios operacionais. A inauguração deu-se em 28 de dezembro de 1901.
A primeira estação foi desativada e reutilizada, posteriormente, como cooperativa dos planos inclinados. A 15 de julho de 1945, a "Estação do Alto da Serra" passa a se denominar "Estação de Paranapiacaba". A 13 de outubro de 1946, a São Paulo Railway foi encampada pela União, criando-se a Estrada de Ferro Santos-Jundiaí. Somente em 1959, a rede passa a unir-se à Rede Ferroviária Federal.
Em 1974, é inaugurada o sistema de cremalheira aderente. No ano de 1977, a segunda estação foi desativada, dando lugar à atual estação. O relógio foi transferido do alto da estação anterior para a base de tijolo do barro atual, em uma torre de 35 m de altura total. A 14 de janeiro de 1981, ocorreu um incêndio na antiga estação, destruindo-a completamente. O sistema funicular foi desativado em 1982. Em 2010, os Correios fizeram lançamento de selo postal ostentando o patrimônio ferroviário de Paranapiacaba.

### Museu do funicular

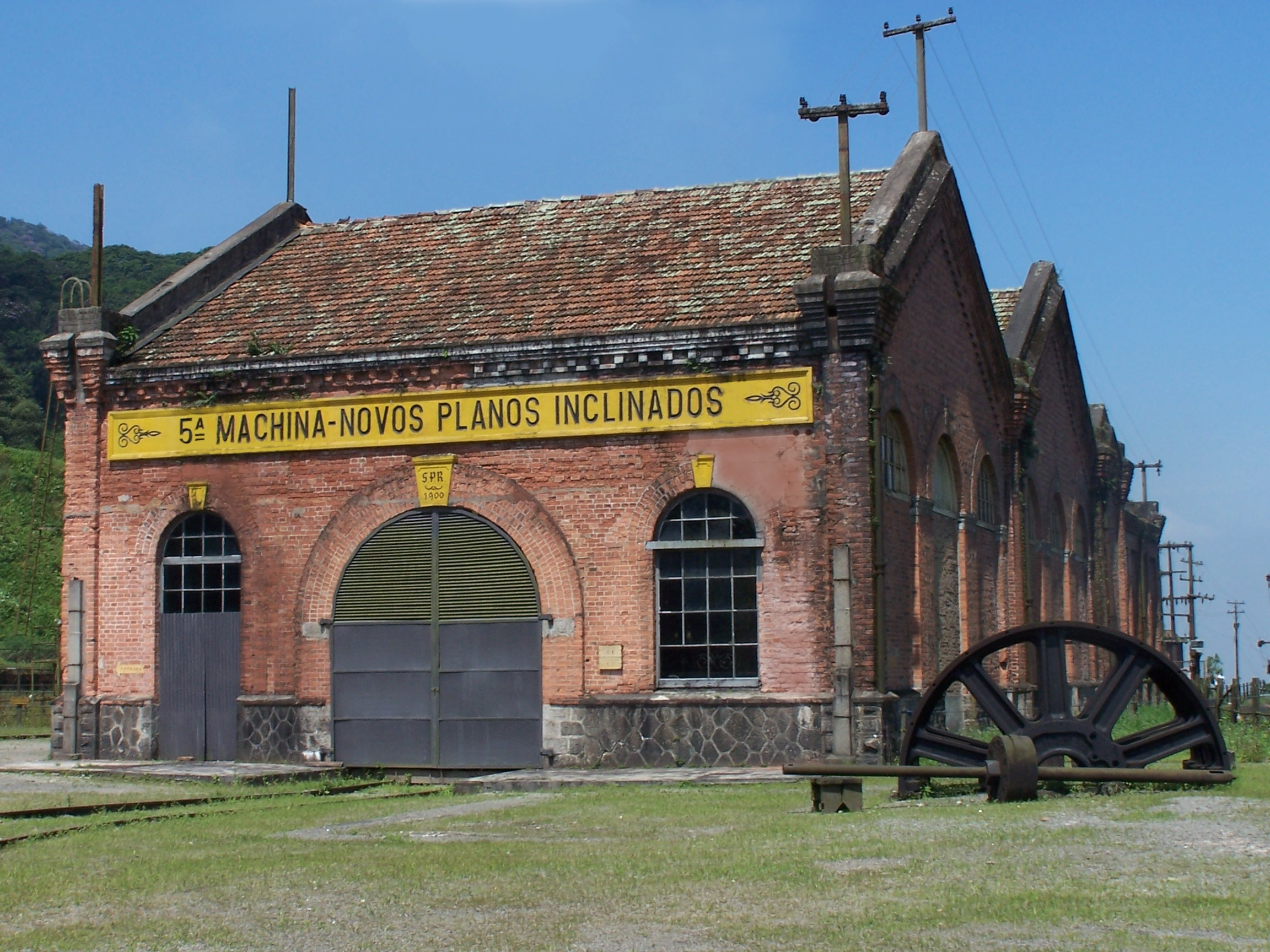
Museu do funicular - Prédio da máquina fixa - 2005

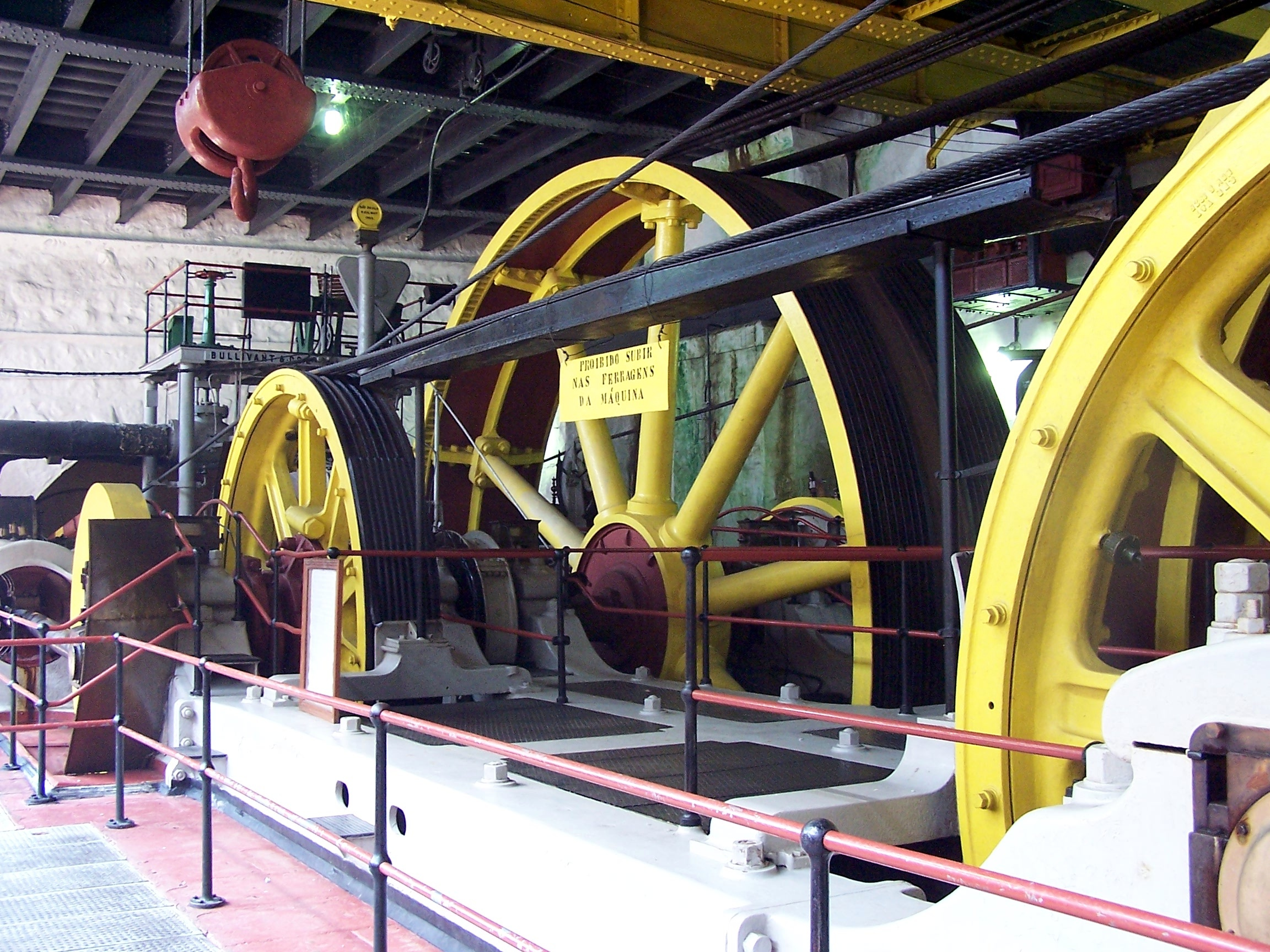
Museu do funicular - Parte subterrânea da máquina fixa - 2005

Trata-se da exibição das máquinas fixas do quinto patamar da segunda linha e a do quarto patamar da primeira linha, que transportavam o trem por meio do sistema funicular.
No museu, há, também, a exposição de diversos objetos de uso ferroviário, fotos e fichas funcionais de muitos ex-funcionários da ferrovia.

### O locobreque

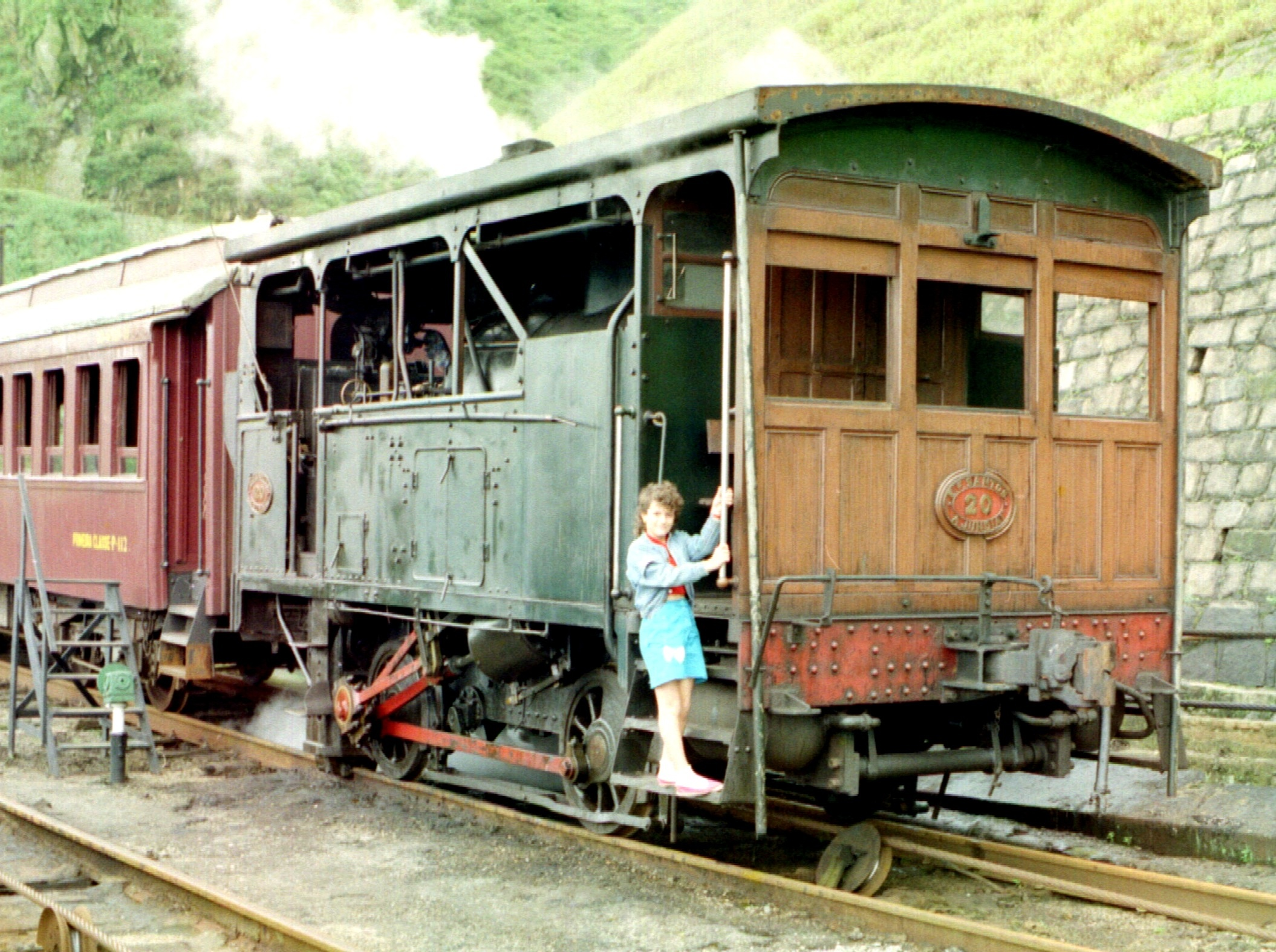
Locobreque em 1987 funcionando só para turistas

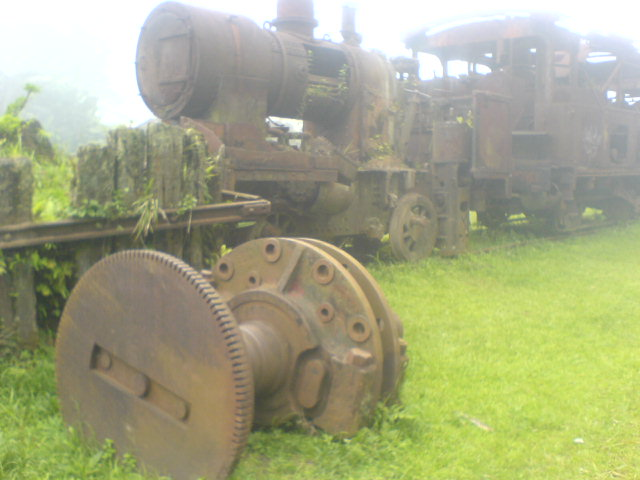
Locobreque em 2010 em seu atual estado de conservação, no pátio aberto a visitação

O "locobreque" tinha a função de frear a composição na descida da serra e simultaneamente empurrava outra composição que subia.  O cabo entre as duas máquinas passava por uma grande roda volante, chamada de "máquina-fixa" que ficava em cada um dos cinco patamares. Do nome inglês original, loco-brake, a máquina funcionava pela queima de carvão ou madeira numa fornalha, abastecida pelo foguista, que trabalhava ao lado do maquinista. As máquinas "locobreque" foram construídas em 1901 por Robert Stephenson & Co. Ltd. O sistema funicular proporcionava maior economia de energia gasta pelo "locobreque" e possibilitava o desempenho do trem nos aclives e declives. Havia uma inclinação de 8 graus entre cada um dos cinco patamares.

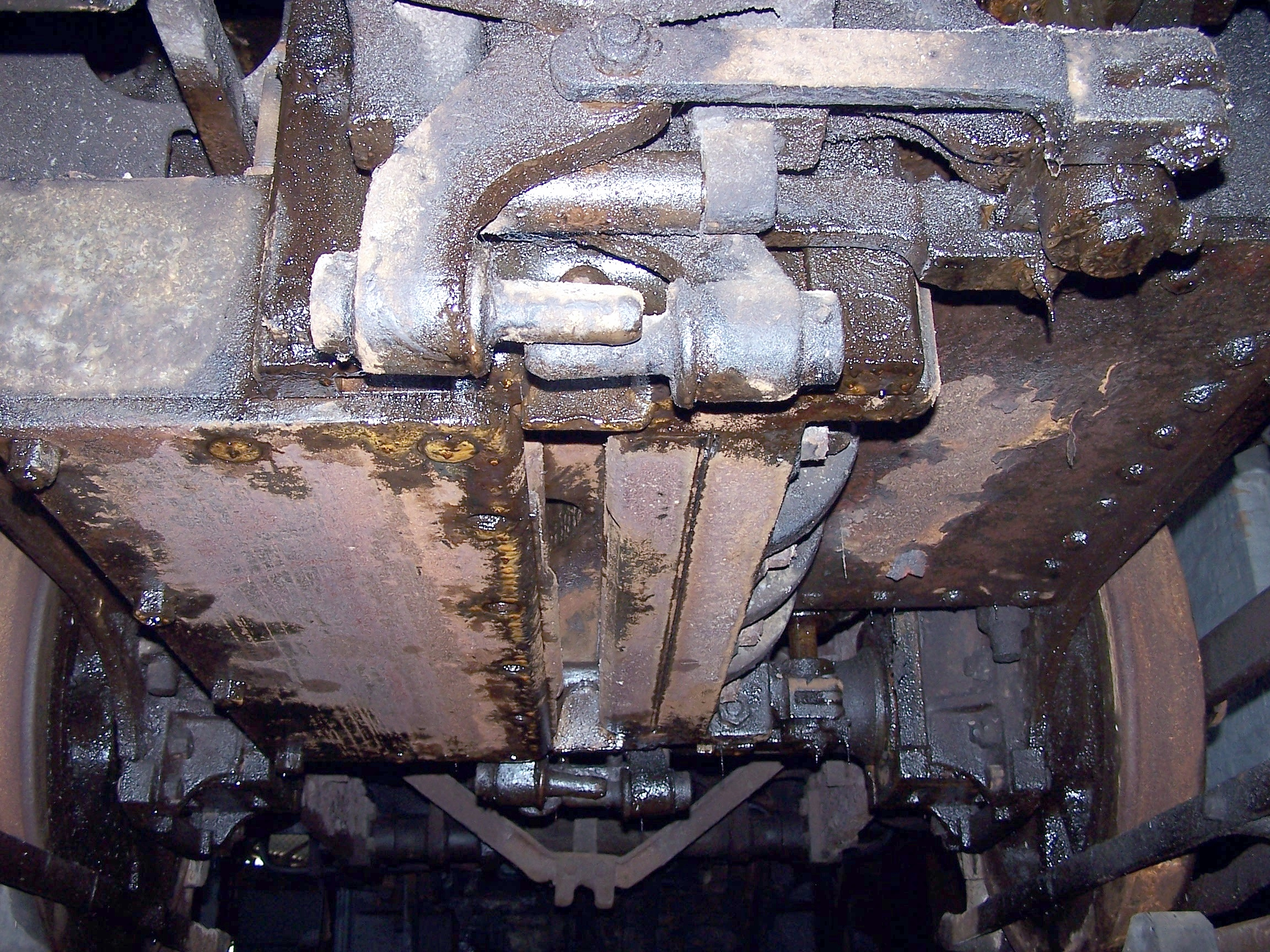
Locobreque - detalhe do sistema de trava do cabo de aço

Quando subia a Serra do Mar, o "locobreque" empurrava os vagões, que ficavam na frente da máquina. Quando descia, ele segurava os vagões, que ficavam atrás da máquina. Como o trem não tinha marcha-ré, havia um sistema chamado popularmente de "viradouro", através do qual os funcionários invertiam o sentido da locomotiva, girando a máquina em torno de si mesma.
Antes do "locobreque" havia uma primitiva máquina de madeira, também tracionada por cabos, que fazia o transporte entre os cinco patamares. Era o "serrabreque". Durante a operação do "serrabreque", o Barão de Mauá ainda era um dos financistas da companhia.
Até a metade do século XX, o transporte ferroviário era sinônimo de luxo. E um dos marcos foi o trem Cometa, que fazia a linha Santos – São Paulo. O trem possuía serviço de bordo e poltronas leito, como as de ônibus. Além dele, também havia os trens Estrela, Planeta e Litorina (Semi-luxo)

### O incêndio da segunda estação
A atual estação de Paranapiacaba não é o mesmo prédio construído pelos ingleses no final do século XIX. O prédio original tinha trilhos por onde passavam os trens pelos dois lados, era bem maior que o atual, mas foi destruído por um incêndio em 1981. Antes mesmo do incêndio, a estação já havia sido desativada em 1977 e substituída pelo prédio atual. O relógio estilo britânico foi poupado e deslocado para uma torre mais alta que a anterior. Outras histórias de incêndios marcaram a história da linha Santos - Jundiaí. Em 1946, parte da Estação da Luz, na região Central da Capital Paulista, foi destruída pelas chamas. Este incêndio ocorreu dois dias antes do término de concessão da empresa de capital inglês, São Paulo Railway. Documentos importantes sobre o contrato foram destruídos. Tanto no caso de Paranapiacaba quanto no da Estação da Luz, houve suspeita de incêndios criminosos.

## Atrações turísticas

### Igreja

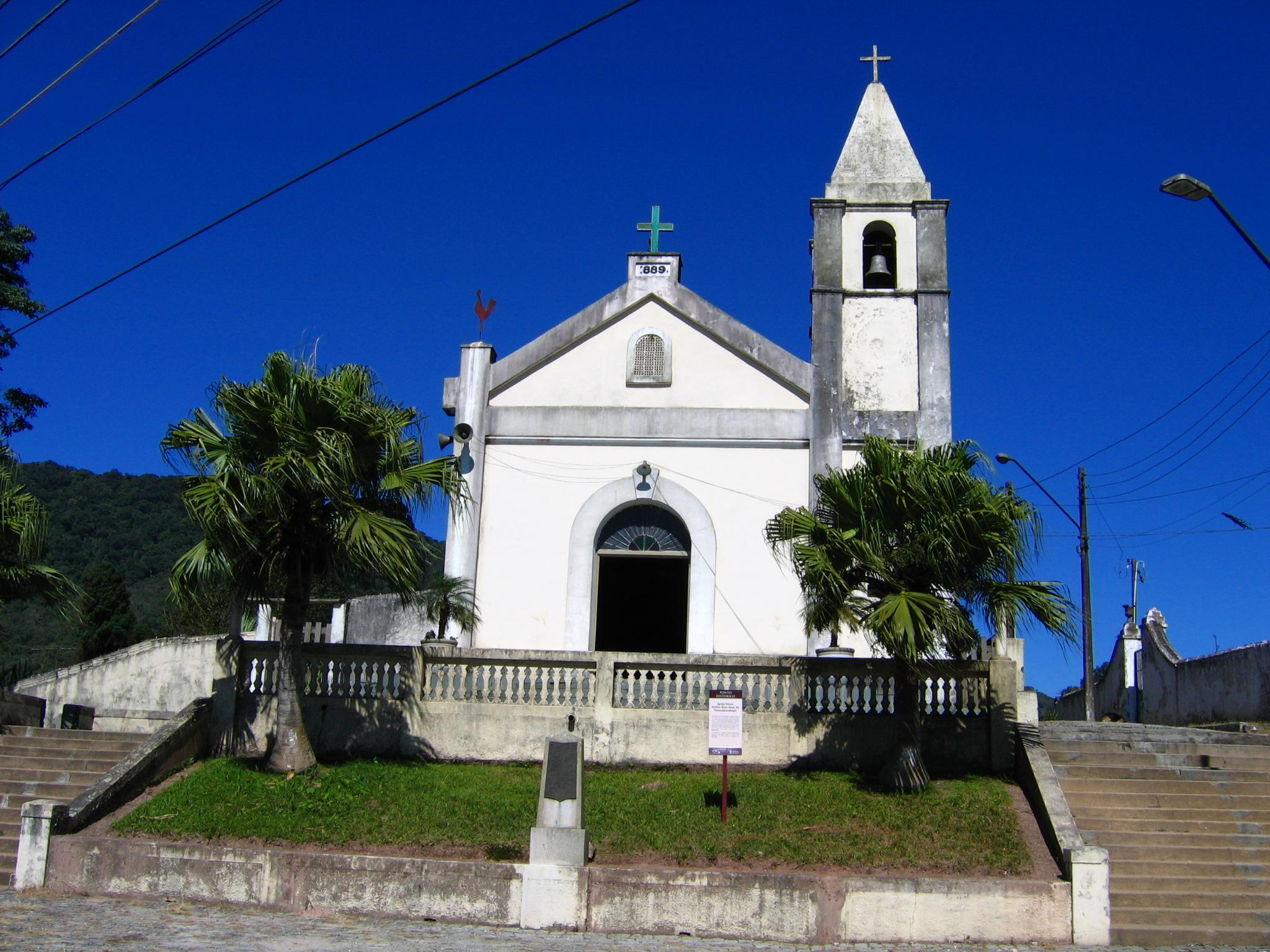
Igreja Matriz de Paranapiacaba

A igreja de Paranapiacaba, em sua origem, chamou-se de Capela do Alto da Serra, e recebeu licença quinquenal para celebração de missas pela primeira vez em 8 de agosto de 1884.
Sua construção foi iniciada naquele ano. A 2 de fevereiro, foi eleita uma comissão de obras e a pedra fundamental da igreja foi lançada no dia 3 de fevereiro de 1884. Antes da capela propriamente dita, a localidade contava com um oratório, cujo registro mais antigo data de 1880.
A igreja teve, como padroeiro, o Bom Jesus. Com a criação da paróquia de Ribeirão Pires em 1911, a igreja do Bom Jesus do Alto da Serra passa a ser ligada a ela; hoje, a igreja de Paranapiacaba é anexada à paróquia de Rio Grande da Serra.

### Museu do castelo

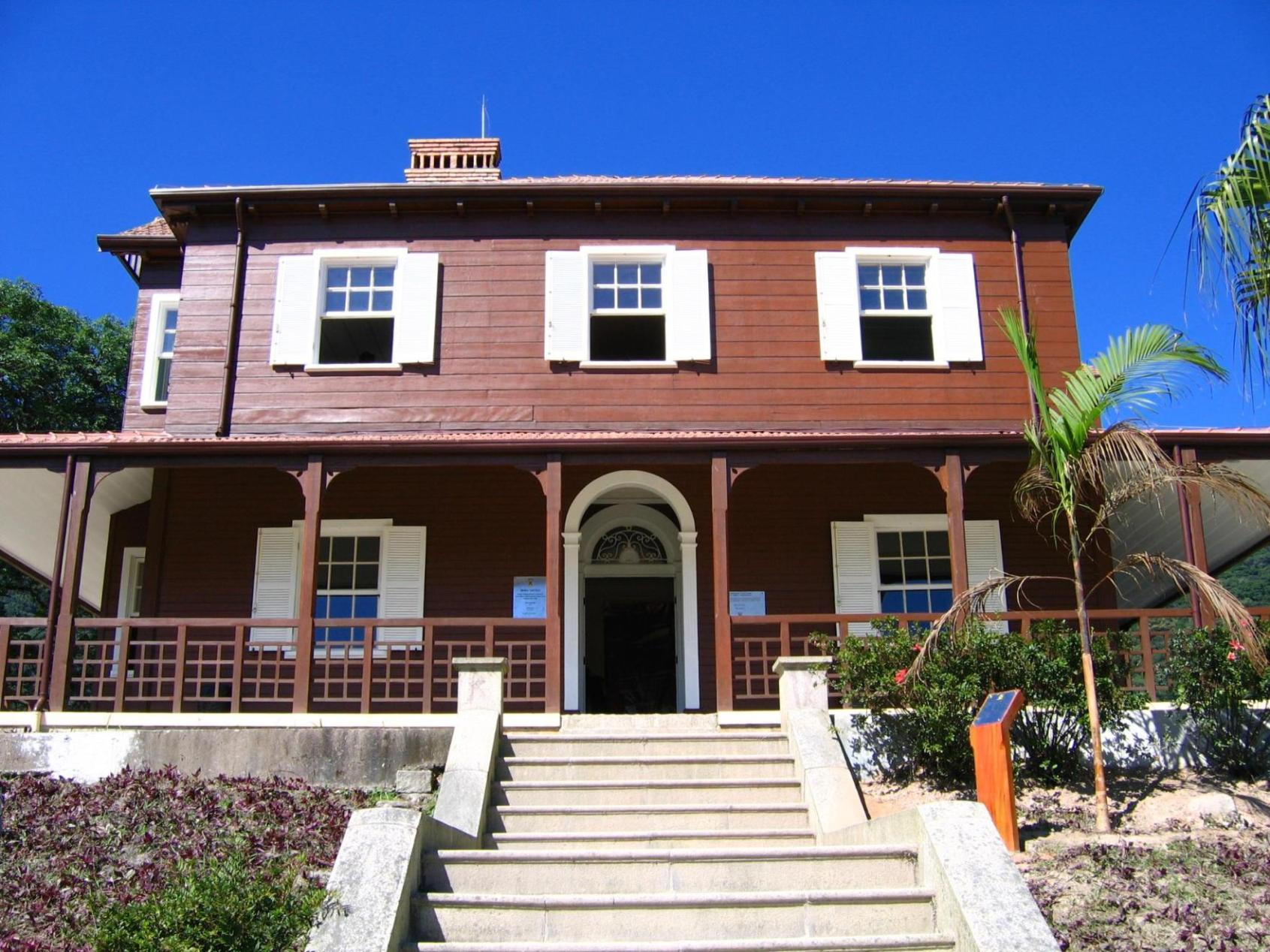
Museu do Castelo

Essa residência, também denominada de "Castelinho", situa-se entre a Vila Velha e a Vila Martin Smith.
Localizada no alto de uma colina, com uma excelente vista privilegiada para toda a vila ferroviária, foi construída por volta de 1897 para ser a residência do engenheiro-chefe, que gerenciava o tráfego de trens na subida e descida da Serra do Mar, o pátio de manobras, as oficinas e os funcionários residentes na vila.
Sua imponência simbolizava a liderança e a hierarquia que os ingleses impuseram a toda a vila; ela é avistada de qualquer ponto de Paranapiacaba.
Dizia-se que de suas janelas voltadas para todos os lados de Paranapiacaba, o engenheiro-chefe fiscalizava a vida de seus subordinados, não hesitando em demitir qualquer solteiro que estivesse nas imediações das casas dos funcionários casados.
No decorrer de mais de um século de uso, foram feitas várias reformas e tentativas de recuperação de seu aspecto original; as maiores reformulações foram realizadas nas décadas de 1950 e 1960.
Foi restaurado pela prefeitura de Santo André em parceria com a World Monuments Fund.

### Clube União Lyra Serrano

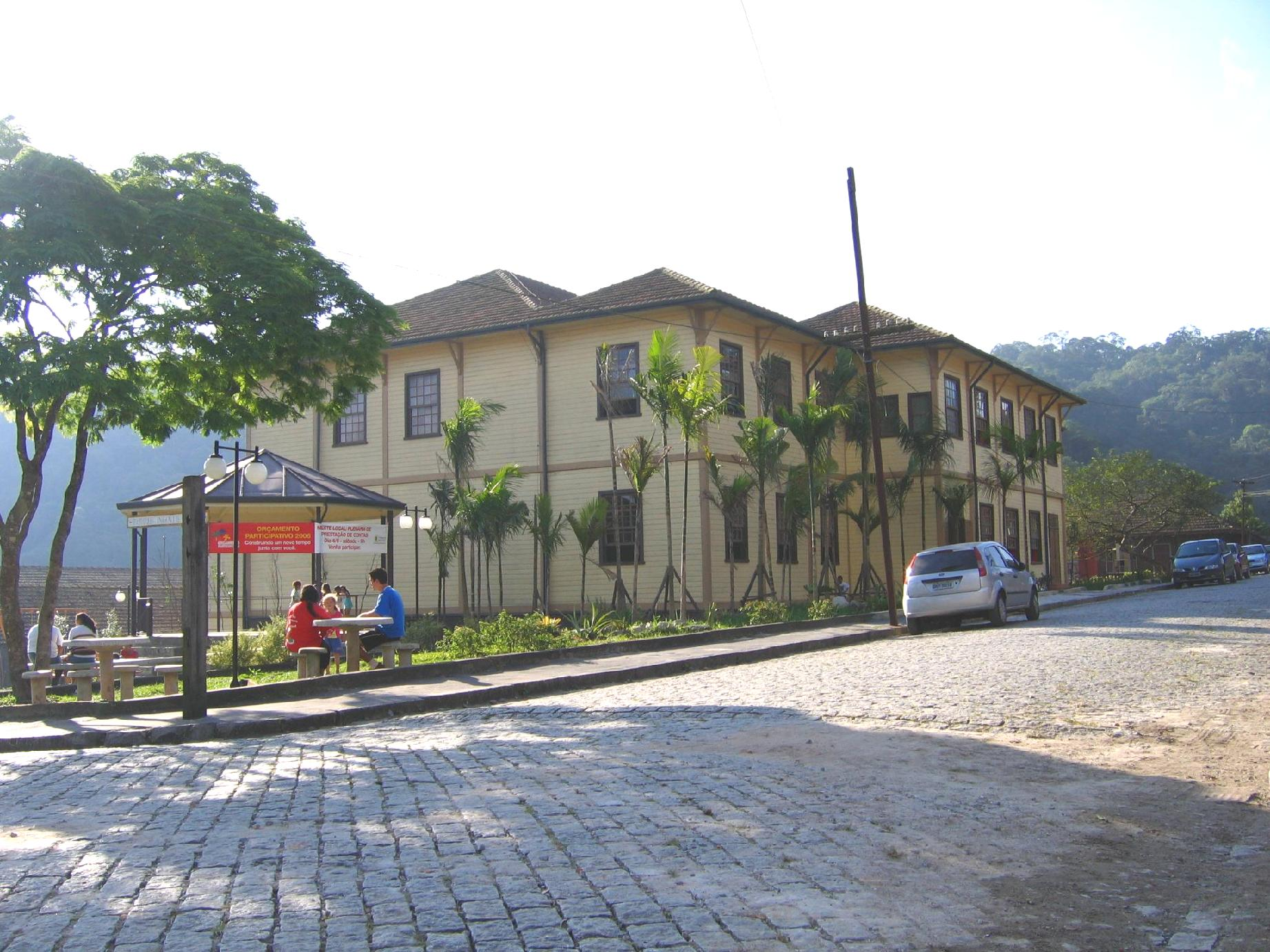
Clube União Lira Serrano

Esse clube é a união da Sociedade Recreativa Lira da Serra e do Serrano Atlético Clube, os dois incentivados pela São Paulo Railway. Sua sede foi edificada na década de 1930, época das últimas construções da SPR, como o antigo II Grupo Escolar, ambos localizados na antiga Praça Prudente de Moraes.
O prédio em madeira, coberto por telhas francesas, possui um hall de entrada que distribui os acessos.
O salão se transformava em quadra de futebol. Por cima do palco, apreciam-se as urdiduras do teto para a sustentação de cenários dos espetáculos que ali ocorriam.

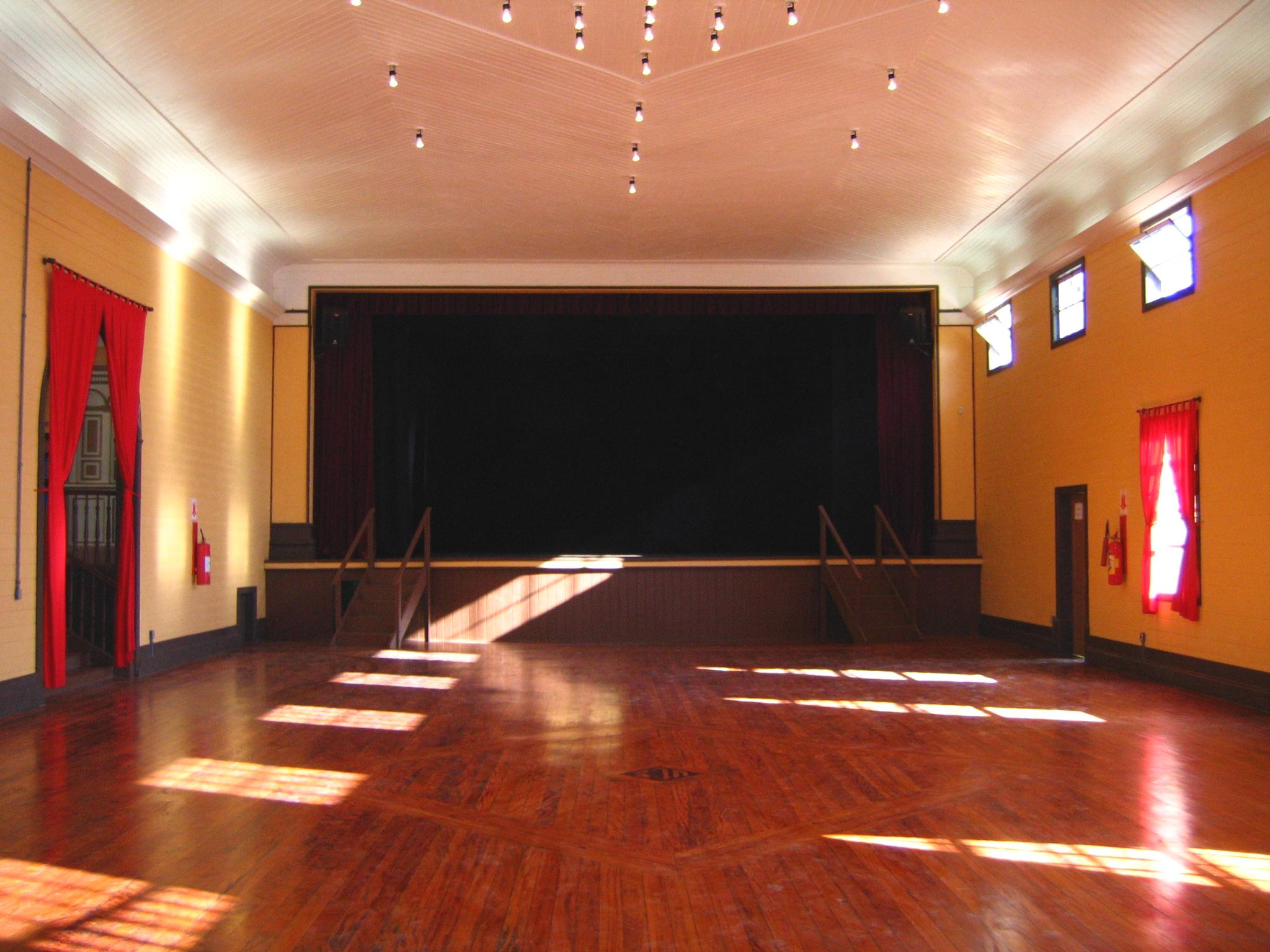
Vista interna do salão de espetáculos do Clube União Lira Serrano

A boca de cena possuía adaptação para descida de tela que projetava filmes de cinema. Na parede oposta, existem os visores da sala de projeção, onde se pode ver os dois projetores originais fixados ao chão. Nas laterais, existem dois camarotes que foram utilizados pelo alto escalão da São Paulo Railway e placas metálicas com os nomes dos frequentadores.
No pavimento superior, encontra-se o coro (foyer), que dá acesso à sala de troféus, onde se pode apreciar uma vasta coleção da premiação de futebol e outras atividades esportivas ocorridas no antigo clube - testemunhos da história local. Contam os antigos que os jogadores locais, nas partidas contra visitantes, eram grandemente beneficiados pela espessa neblina que amiúde se abatia sobre o campo, por terem desenvolvido uma espécie de sexto-sentido baseado na audição.

### Antigo mercado
O antigo mercado foi construído em 1899 para abrigar um empório de secos e molhados, e, posteriormente, uma lanchonete. Após muitos anos fechado, foi restaurado pela prefeitura de Santo André e tornou-se um centro multicultural. Com sua posição central privilegiada, permite que os eventos realizados tenham um cenário charmoso na serra.

### Pau da missa

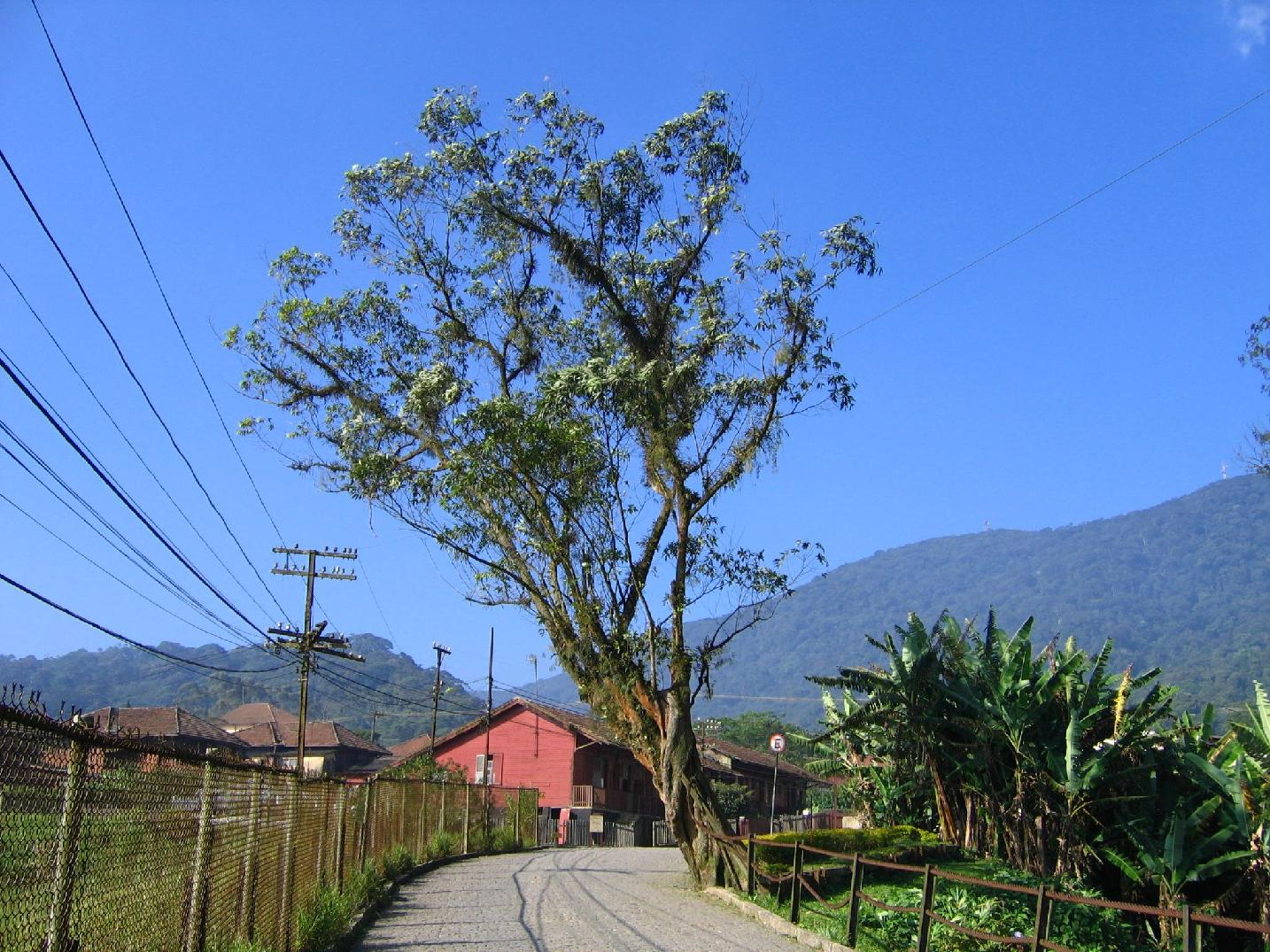
Pau da missa: comunicados da vila

O "pau da missa" é um eucalipto africano centenário originalmente utilizado para avisos relacionados às missas de sétimo dia.
Devido a sua boa localização, entre a Parte Alta e a Parte Baixa, esta árvore tornou-se um dos símbolos de Paranapiacaba, pois servia como suporte para informações da comunidade, integrando as duas partes da vila.

### Casas dos engenheiros

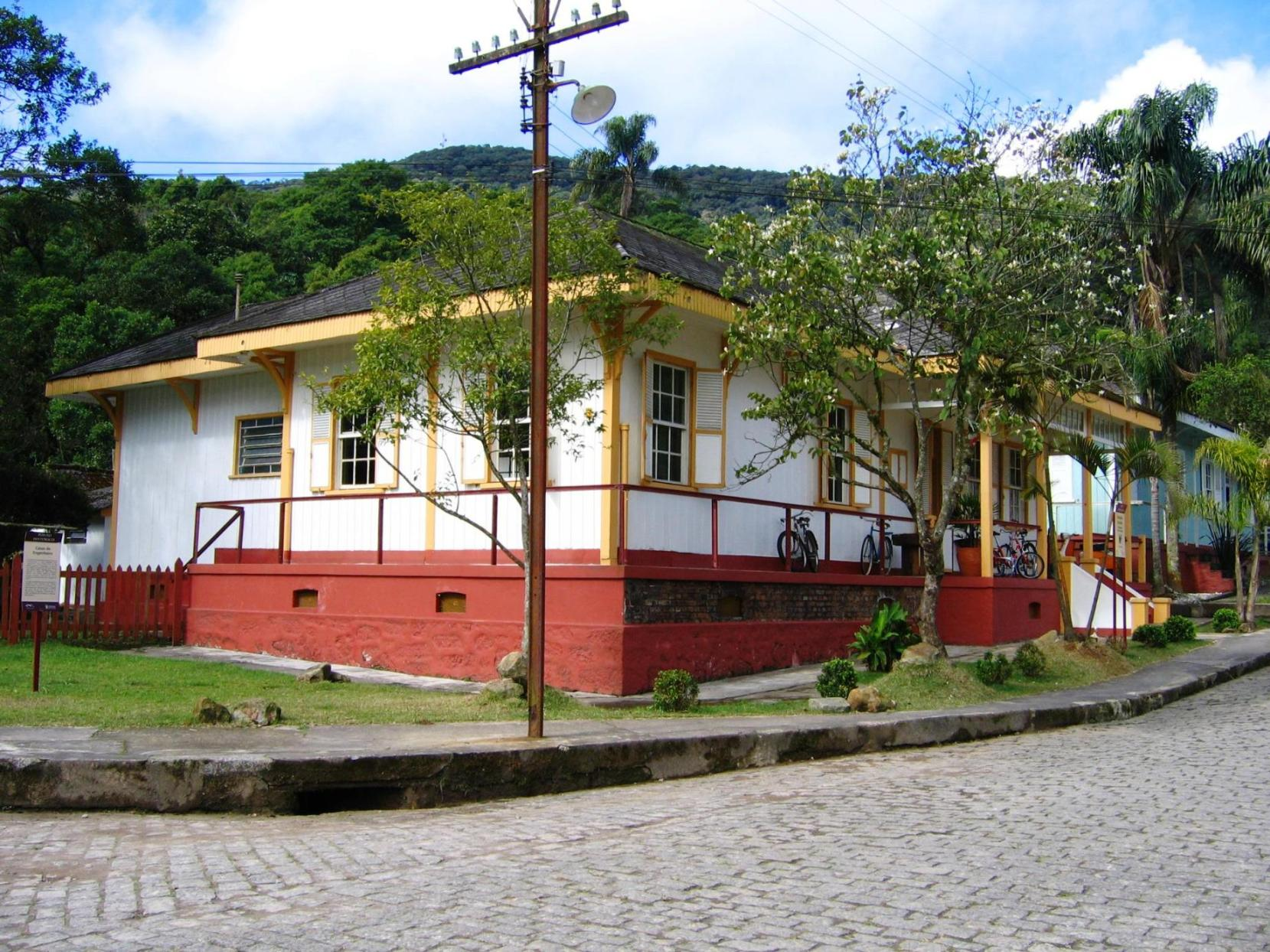
Casa dos engenheiros

Características da arquitetura hierarquizada de Paranapiacaba, as casas habitadas pelos engenheiros e suas famílias eram de alto padrão. Grandes e avarandadas, foram construídas em madeira nos tempos da São Paulo Railway, com plantas baixas individualizadas; depois, em alvenaria nos tempos da Rede Ferroviária Federal, com mesmo padrão de plantas. Muitas sofreram reformas em vários momentos, principalmente com a chegada da RFFSA.
Uma das caracteríticas que chama a atenção é a cobertura do imóvel, pois somente com estudos elaborados pelos conselhos de reconhecimento, concluiu-se que o material das telhas não era ardósia, e sim fibrocimento, introduzidos provavelmente a partir da década de 50 entre alguma das reformas que sofreram.

### Casas de solteiros

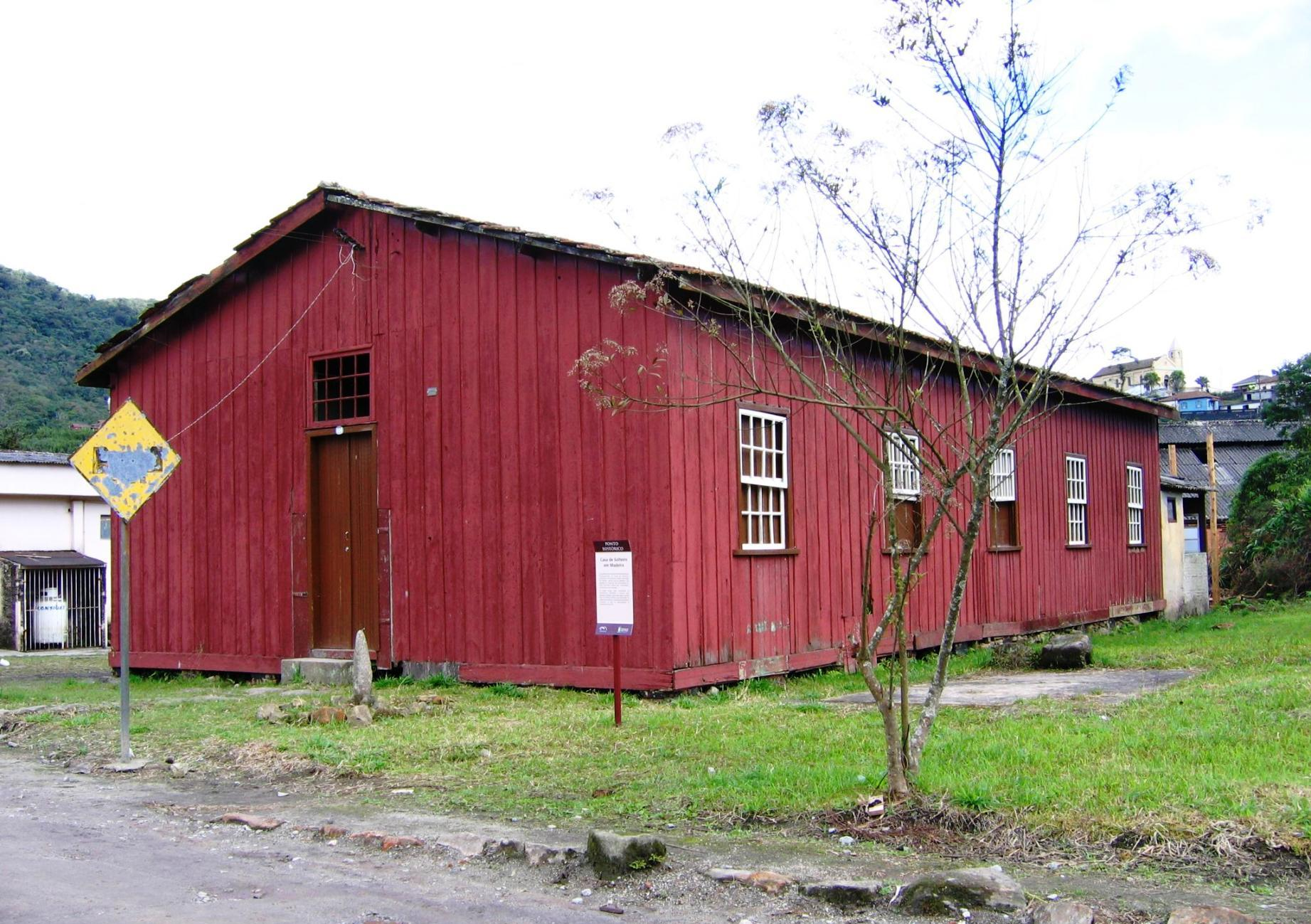
Casa de Solteiro em Madeira

Características da arquitetura hierarquizada de Paranapiacaba, as casas de solteiros eram conhecidas como barracos. Foram construídas em madeira, exceto duas em alvenaria. Essa tipologia foi criada pela São Paulo Railway, e a Rede Ferroviária Federal deu continuidade, construindo-as em alvenaria.
As plantas dessas casas possuíam dormitórios, sanitários e cozinha para pequenas refeições, servia para alojar o grande fluxo de homens solteiros, que preenchiam as vagas de ferroviários. Haviamm poucos sanitários e chuveiros, já que os trabalhadores se revezavam em turnos.

### Cambuci
A presença de cambuci em uma floresta indica que a natureza está bem conservada. Em Paranapiacaba encontramos facilmente o cambuci na mata, e o fruto que era utilizado na culinária pelos moradores locais passou a ser explorado como mais um produto turístico. Os moradores de Paranapiacaba utilizam o cambuci para elaborar receitas como geleias, sorvetes, sucos, licores, maceração em bebidas alcoólicas, mousse e bolo.
No ano de 2007 foram realizados os dois primeiros concursos para escolher os melhores pratos culinários feitos de cambuci. Em outubro de 2008 realizou-se em Paraibuna um workshop para apontar caminhos para os municípios produtores de cambuci e então decidiu-se criar um roteiro gastronômico, turístico e cultural nas redondezas da Serra do Mar. Em abril de 2009 nascia a I Rota Gastronômica do Cambuci na Vila de Paranapiacaba, que aconteceu concomitantemente com o 5º Festival do Cambuci.
No Festival do Cambuci participam bares, restaurantes, pousadas e populares apresentando receitas que, ao término da festa, são contempladas com prêmios e troféus.

## Lugares de Memória

### Capela Protestante do Alto da Serra

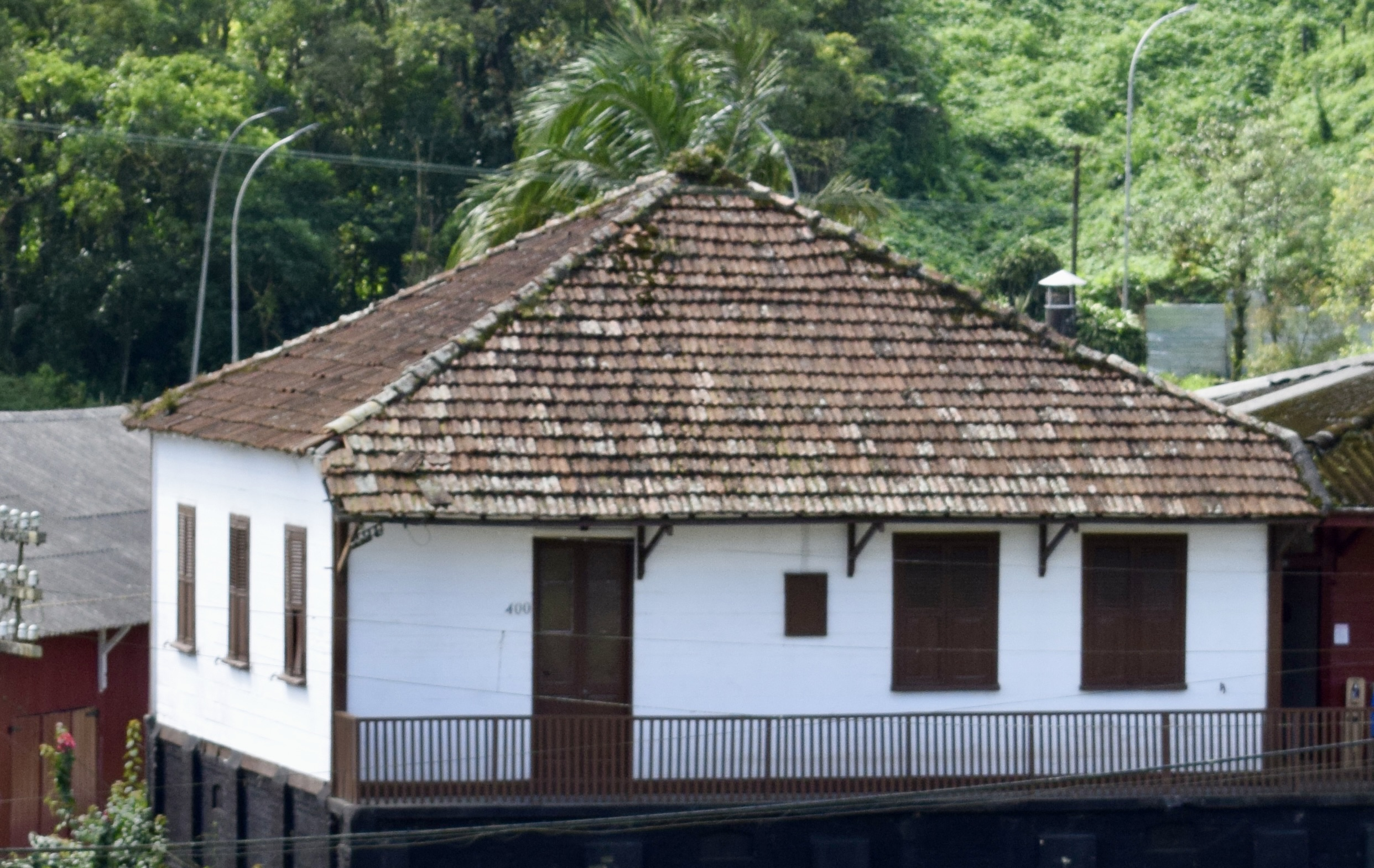
Antiga Capela Protestante do Alto da Serra.

Em 1933, a partir da solicitação de um grupo de protestantes que assistia no Alto da Serra, a Igreja Presbiteriana Unida de São Paulo iniciou um trabalho Evangelístico no imóvel situado à Rua da Estação no 400, conhecido como "Congregação Cristã Presbiteriana".
De acordo com alguns pesquisadores, no terceiro quartil do século XIX o imóvel teria sido utilizado pelos anglicanos que trabalhavam na SPR para a realização das suas cerimônias religiosas (na ocasião não era permitida a instalação de templos protestantes).
Os cultos da Congregação Cristã Presbiteriana foram realizados até o ano de 1998, quando a maior parte dos fiéis migrou para outras cidades inviabilizando a sua continuidade. O local era conhecido pelos mais antigos como "Capela Protestante", em contraste com a "Capela do Alto da Serra" (da Igreja Católica). Atualmente o imóvel é utilizado como um restaurante.

## Personagens de Paranapiacaba
A história de Paranapiacaba não retrata apenas o desenvolvimento, a economia e uma época de ouro da ferrovia. Milhares de rostos fizeram com que São Paulo e o Brasil crescessem através dos trilhos. Romão Justo Filho, ex-maquinista de Paranapiacaba, é um desses rostos. Condecorado pela administração do governo federal por salvar a vida de cerca de 150 pessoas, quando evitou um acidente com o "locobreque", em 29 de julho de 1956, ele voltou à serra no dia 23 de fevereiro de 1999. 
Os acidentes devido ao rompimento dos cabos não eram tão raros, mas em quase todos os casos, o resultado era fatal. Devido ao êxito do maquinista, que foi freando aos poucos a composição, os administradores chegaram a colocar uma placa de bronze com o nome de Romão na máquina. A placa pode ser vista no museu ferroviário em Paranapiacaba. No dia do acidente, ele trabalhava com o foguista Adriano Souza Andrade. Filho de ferroviário e de família espanhola, Romão nasceu a 24 de março de 1911, em Paranapiacaba. 
Uma curiosidade é que no dia tinha acontecido um jogo do Corinthians, na cidade de Santos, no Litoral Paulista. Parte dos 150 passageiros era de torcedores. Em várias entrevistas, na época, por causa do acidente, Romão Justo Filho creditou muito à fé em Deus o fato de a tragédia ter sido evitada. Ele começou a trabalhar aos treze anos de idade como limpador de máquinas. Romão se recorda que recebeu elogios ao deixar uma máquina "brilhando", que transportaria o rei Alberto, da Bélgica, que foi visitar o Brasil. Atuou também no Sindicato dos Ferroviários e trabalhou na área administrativa da ferrovia, mas sua paixão era mesmo os trilhos. Romão casou-se em Paranapiacaba com Maria Guiomar e teve um filho e três filhas: Ramón, Dirce, Mirian e Ada. O maquinista morreu aos 94 anos de idade, no dia 22 de novembro de 2005, no Hospital Santa Helena, em Santo André, vítima de broncopneumonia e infecção generalizada, mas deixou um legado importante na história de Paranapiacaba.

## Religião
O Cristianismo se faz presente no distrito da seguinte forma:

### Igreja Católica
- A igreja faz parte da Diocese de Santo André.[31]

### Igrejas Evangélicas
- Assembleia de Deus - O distrito possui congregação da Assembleia de Deus Ministério do Belém, vinculada ao Campo de Ribeirão Pires.[32][33]
- Congregação Cristã no Brasil.[34]

## Galeria de imagens

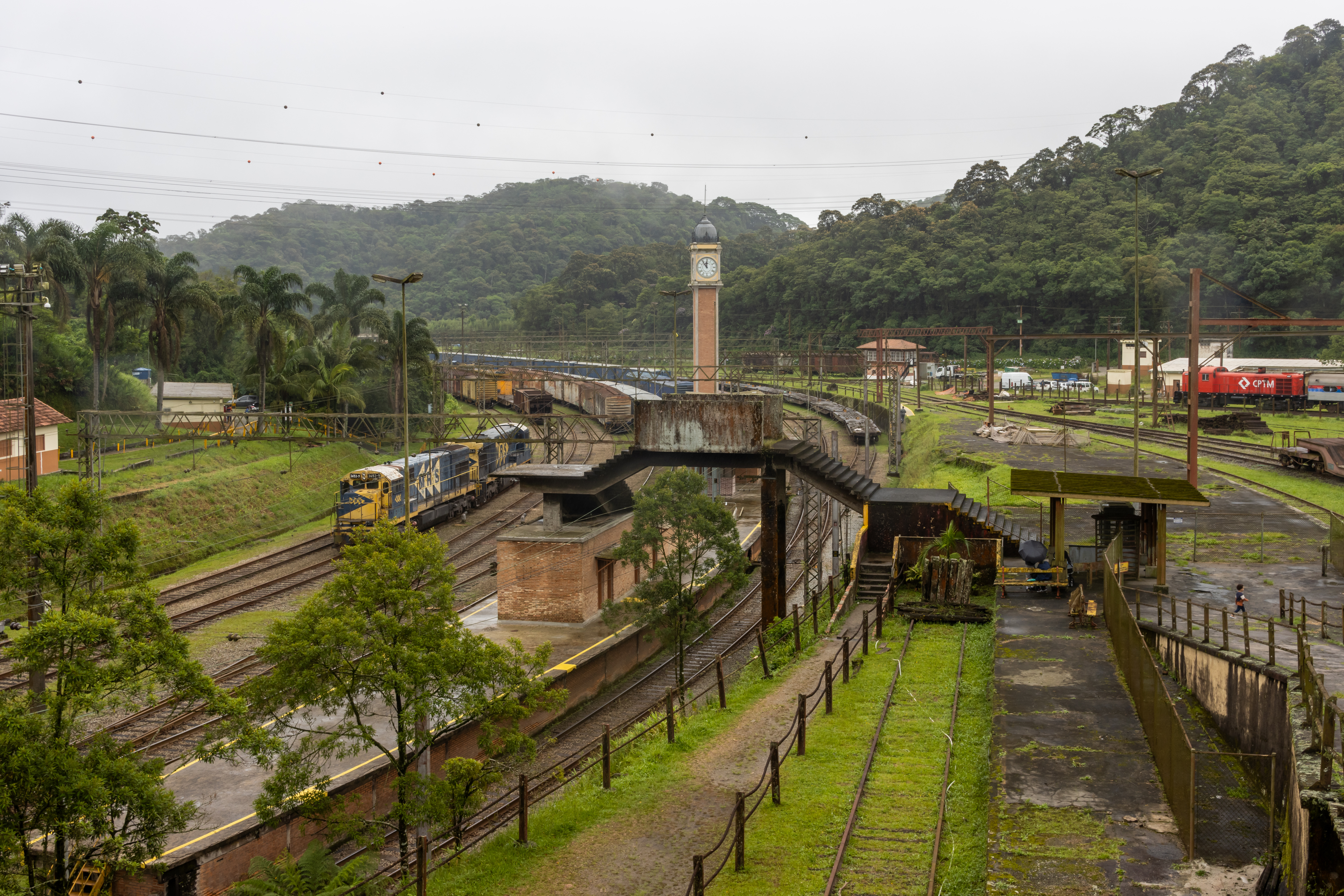
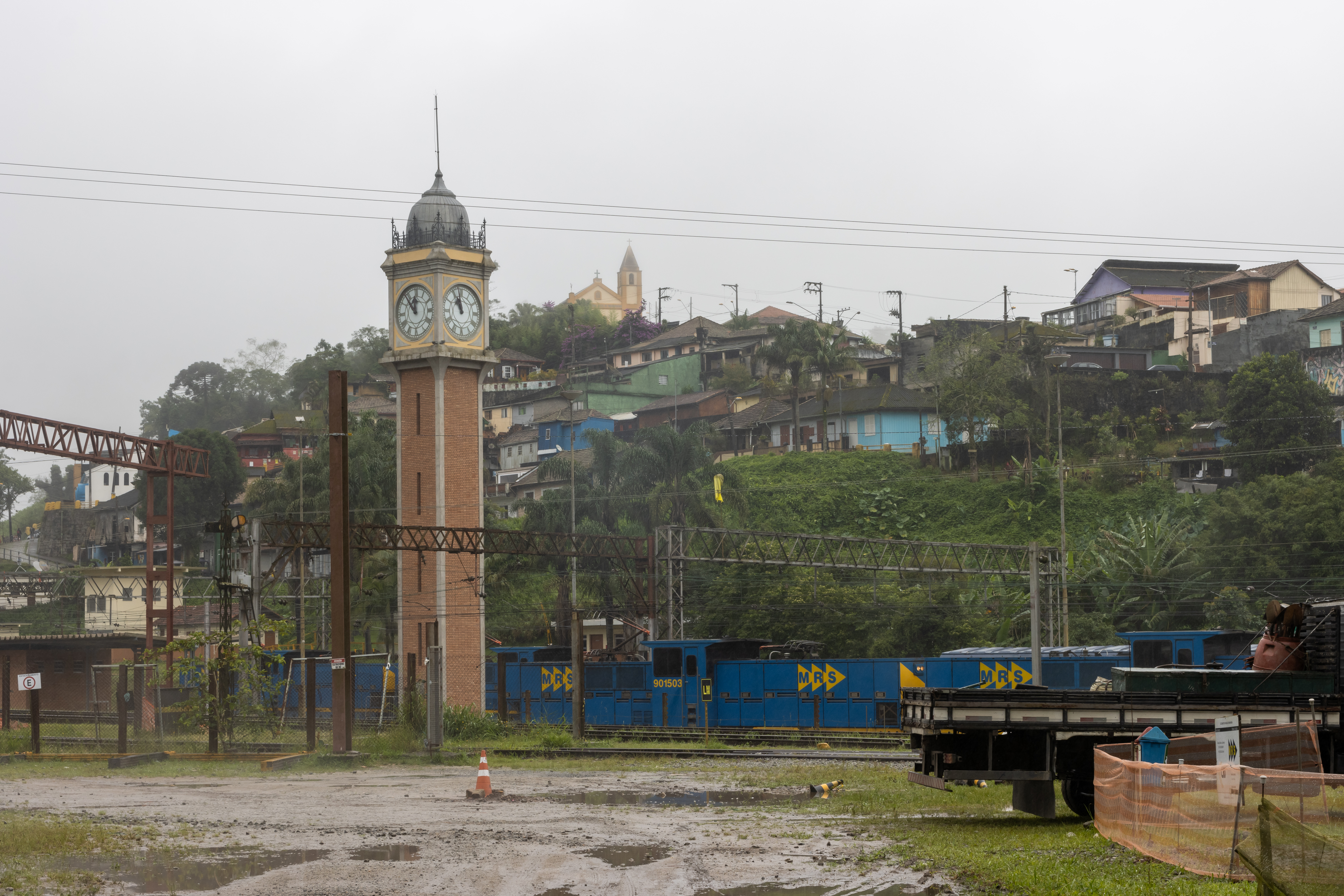
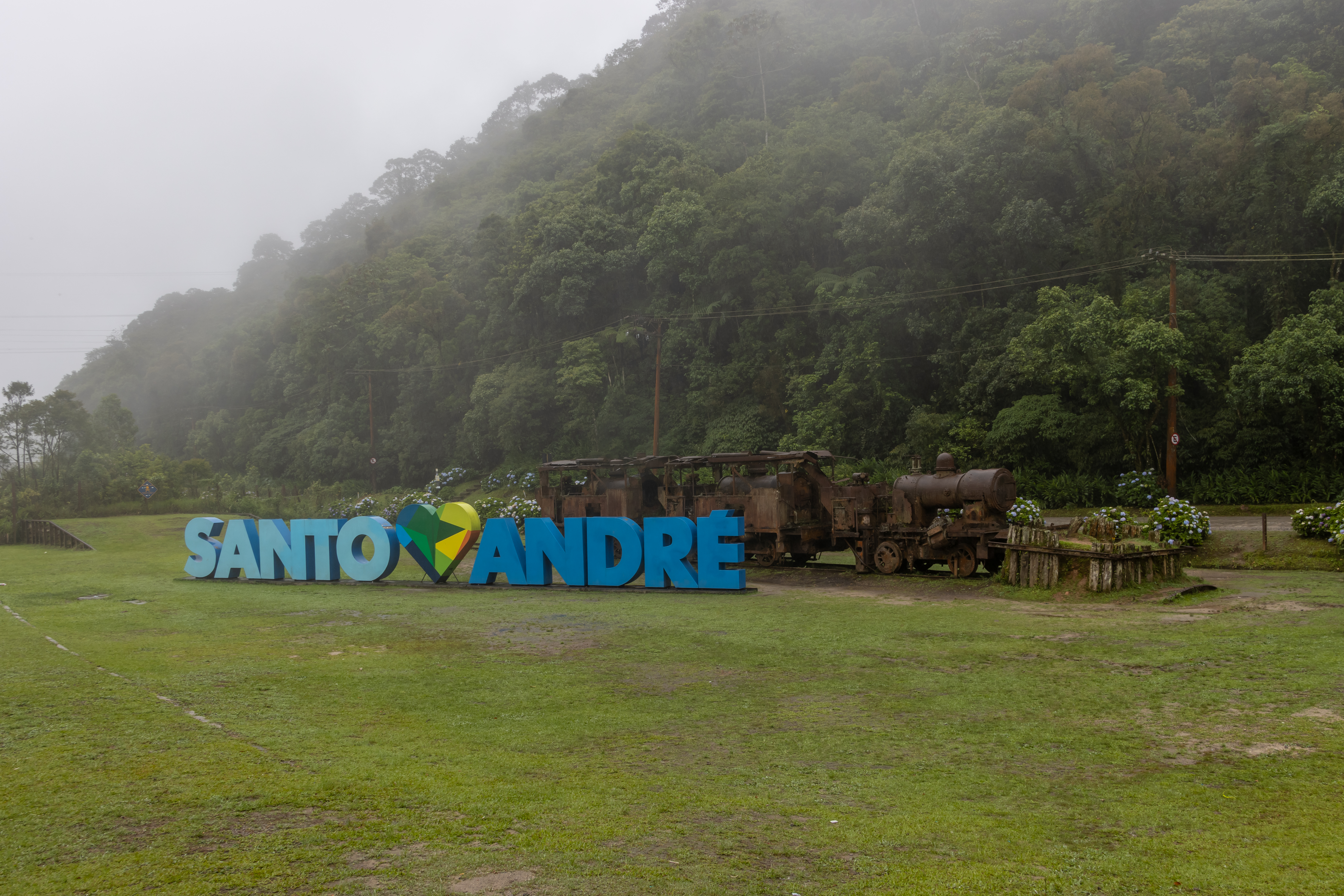
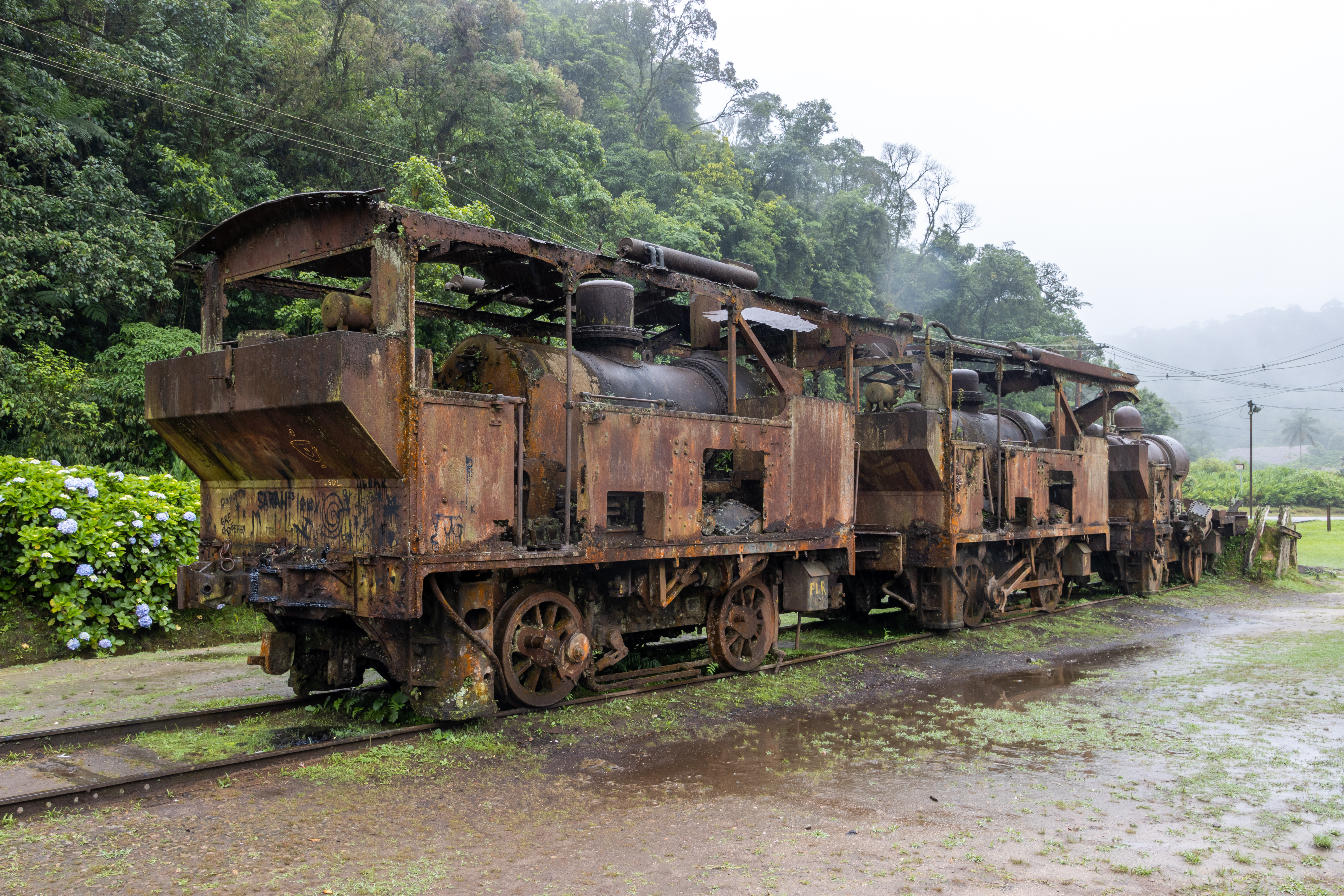
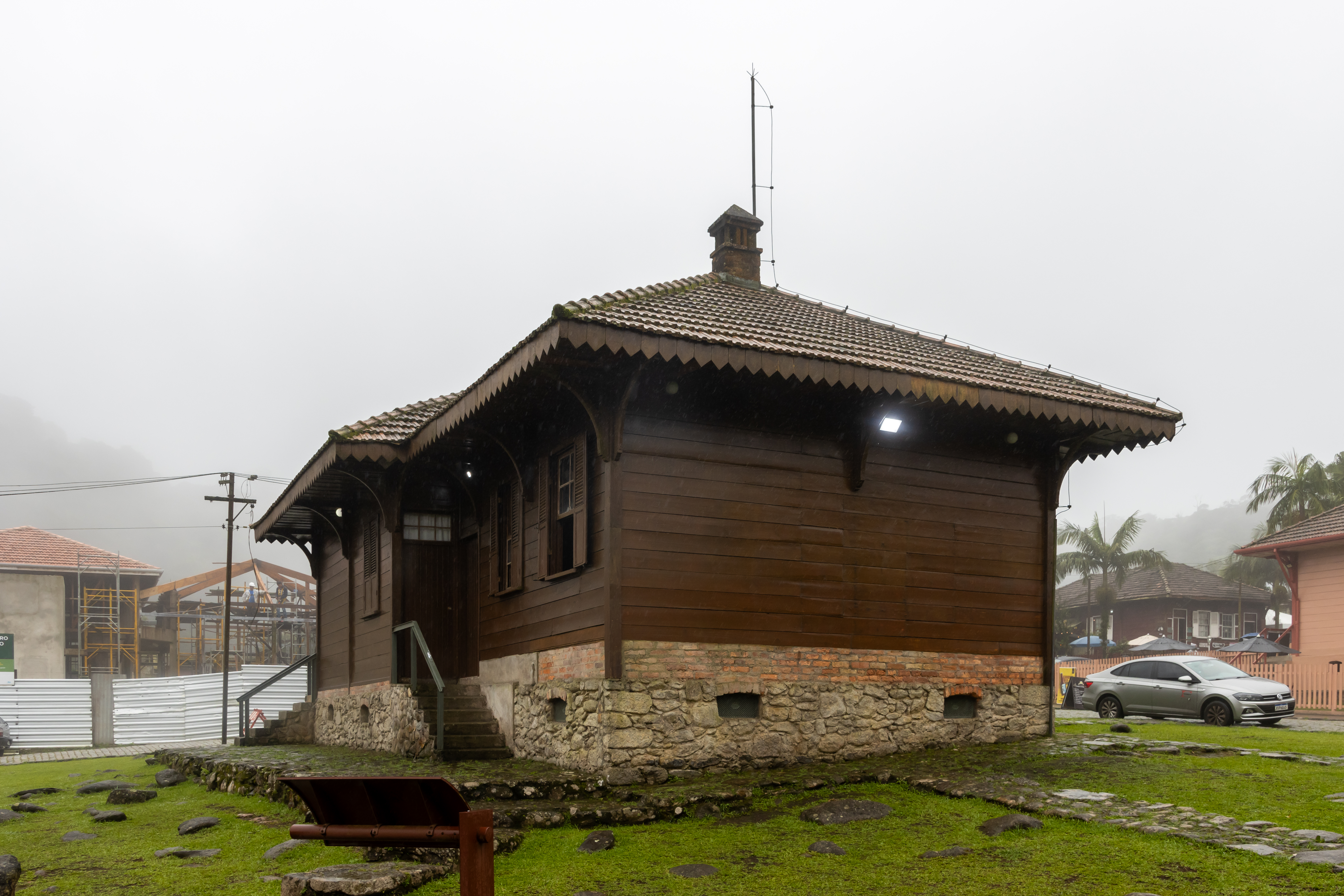
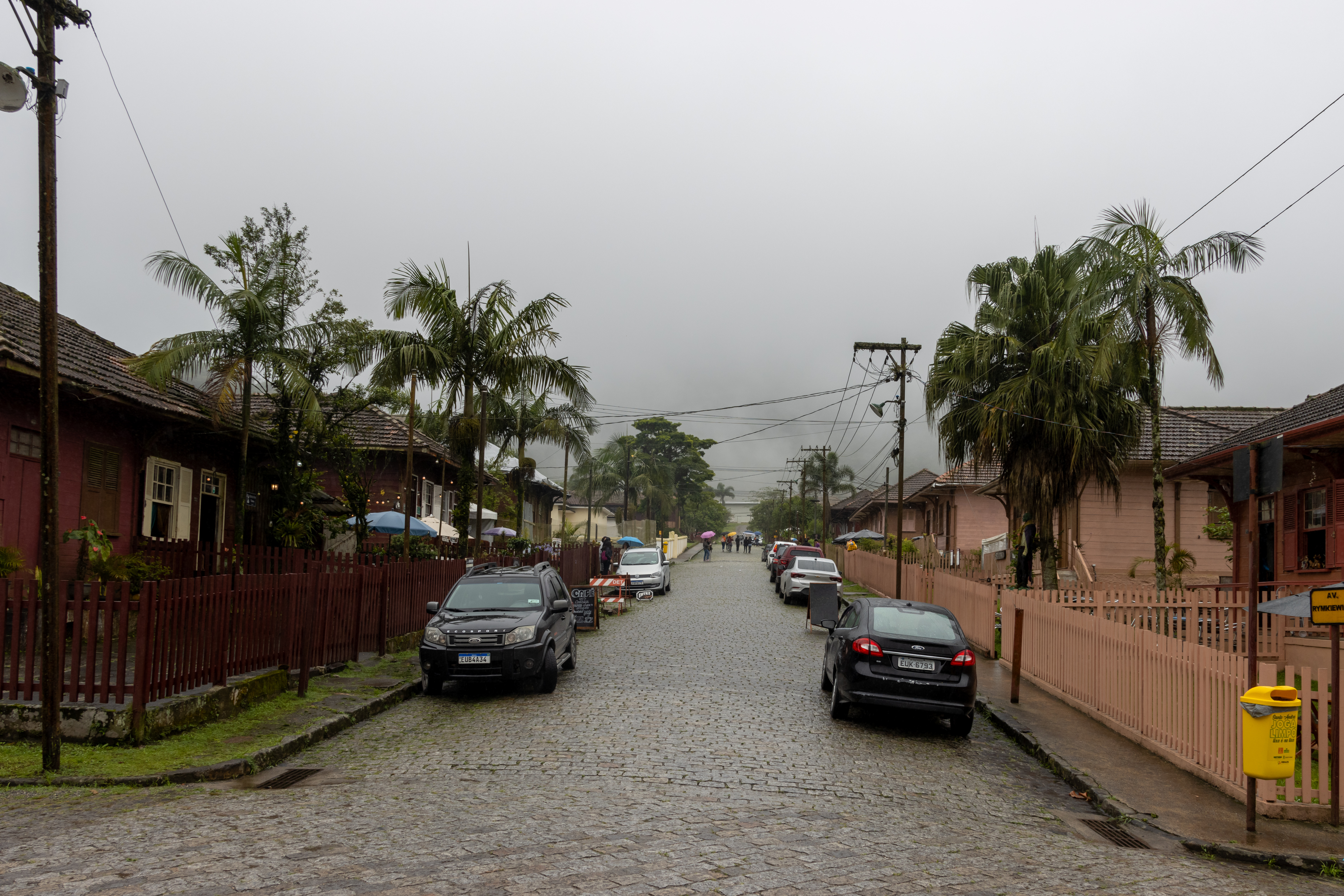
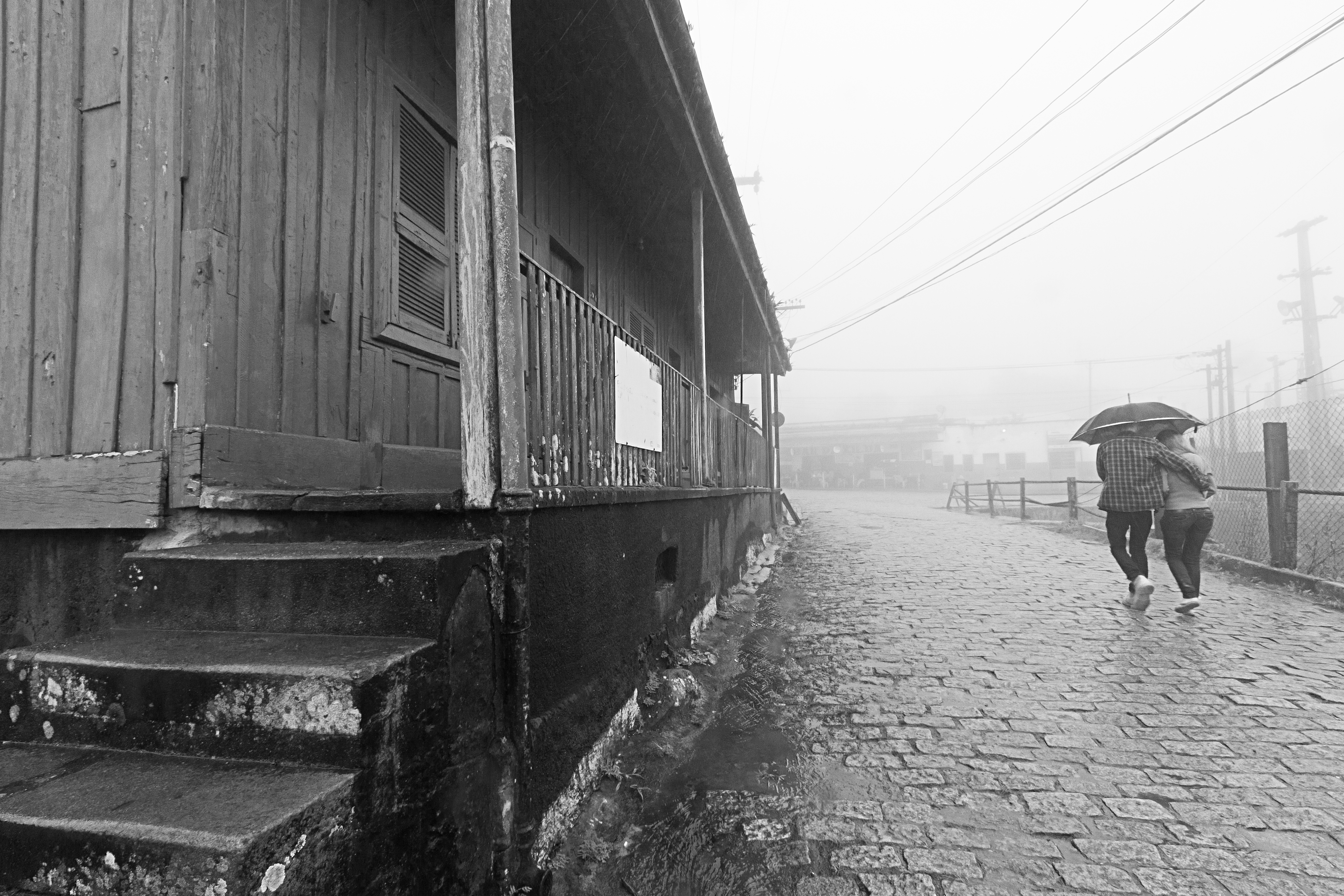